# Gottfried Wilhelm Leibniz
« Leibniz » redirige ici. Pour les autres significations, voir Leibniz (homonymie).
Gottfried Wilhelm Leibniz (/ˈɡɔt.fʁiːt ˈvɪl.hɛlm ˈlaɪb.nɪt͡s/), parfois francisé en Godefroid-Guillaume Leibniz, né à Leipzig le 1er juillet 1646 et mort à Hanovre le 14 novembre 1716, est un philosophe, scientifique, mathématicien, logicien, diplomate, juriste, historien, bibliothécaire et philologue allemand. Esprit polymathe, personnalité importante de la période Frühaufklärung, il occupe une place primordiale dans l'histoire de la philosophie et l'histoire des sciences (notamment des mathématiques) et est parfois considéré comme le dernier « génie universel ».
Il naît en 1646 à Leipzig dans une famille luthérienne ; son père, Friedrich Leibnütz, est juriste et professeur de philosophie morale à l'université de la ville. Après la mort de celui-ci en 1652, Leibniz parallèlement à son éducation supervisée par sa mère et son oncle, étudie dans la bibliothèque léguée par son père. Entre 1661 et 1667, il étudie dans les universités de Leipzig, d'Iéna et d'Altdorf et obtient des diplômes en philosophie et en droit. À partir de 1667, il est employé par Johann Christian von Boyneburg et l'électeur de Mayence Jean-Philippe de Schönborn. Entre 1672 et 1676, il séjourne à Paris et voyage à Londres et à La Haye, rencontrant les scientifiques de son époque et s'initiant aux mathématiques. À la suite de la mort de ses deux employeurs, en 1676, il accepte la proposition d'emploi par la maison de Hanovre régnant sur la principauté de Calenberg et s'installe à Hanovre où il occupe les postes de bibliothécaire et conseiller politique. Il y mène des recherches sur des domaines très divers, voyageant à travers toute l'Europe et correspondant jusqu'en Chine, jusqu'à sa mort en 1716.
En philosophie, Leibniz est, avec René Descartes et Baruch Spinoza, l'un des principaux représentants du rationalisme. Au principe de non-contradiction, il ajoute trois autres principes à la base de ses réflexions : le principe de raison suffisante, le principe d'identité des indiscernables et le principe de continuité. Concevant les pensées comme des combinaisons de concepts de base, il théorise la caractéristique universelle, une langue hypothétique qui permettrait d'exprimer la totalité des pensées humaines, et qui pourrait résoudre des problèmes par le calcul grâce au calculus ratiocinator, anticipant l'informatique de plus de trois siècles. En métaphysique, il invente le concept de monade. Enfin, en théologie, il propose deux preuves de l'existence de Dieu, appelées preuves ontologique et cosmologique. Au contraire de Spinoza, qui pensait Dieu immanent, Leibniz le conçoit transcendant, à la manière traditionnelle des religions monothéistes. Pour concilier l'omniscience, l'omnipotence et la bienveillance de Dieu avec l'existence du mal, il invente, dans le cadre de la théodicée, terme qu'on lui doit, le concept de meilleur des mondes possibles, qui sera raillé par Voltaire dans le conte philosophique Candide. Il aura une influence majeure sur la logique moderne développée à partir du XIXe siècle ainsi que sur la philosophie analytique au XXe siècle.
En mathématiques, la contribution principale de Leibniz est l'invention du calcul infinitésimal (calcul différentiel et calcul intégral). Si la paternité de cette découverte a longtemps fait l'objet d'une controverse l'opposant à Isaac Newton, les historiens des mathématiques s'accordent aujourd'hui pour dire que les deux mathématiciens l'ont développé plus ou moins indépendamment ; Leibniz introduit à ce sujet un nouvel ensemble de notations, plus commodes que celles de Newton, et toujours en usage actuellement. Il travaille également sur le système binaire comme substitut au système décimal, s'inspirant notamment de vieux travaux chinois, et effectue aussi des recherches sur la topologie.
Écrivant en permanence — principalement en latin, français et allemand —, il lègue un immense patrimoine littéraire — Nachlass en allemand —, répertorié dans le catalogue de l'édition de Berlin et conservé pour la plupart à la bibliothèque de Hanovre. Il est composé d'environ 50 000 documents dont 15 000 lettres avec plus de mille correspondants différents, et n'est toujours pas entièrement publié.

## Biographie

### Jeunesse (1646-1667)

#### Premières années (1646-1661)
Gottfried Wilhelm Leibniz naît à Leipzig le 1er juillet 1646, deux ans avant la fin de la Guerre de Trente Ans qui a ravagé l'Europe centrale, dans une famille luthérienne,, « sans doute d'ascendance slave lointaine »,. Son père, Friedrich Leibnütz, est juriste et professeur de philosophie morale à l'université de la ville, sa mère, Catherina Schmuck, troisième épouse de Friedrich, est la fille du professeur de droit Wilhelm Schmuck (de),,. Leibniz a un demi-frère, Johann Friedrich (mort en 1696), une demi-sœur, Anna Rosine, et une sœur, Anna Catherina (1648-1672) — dont le fils, Friedrich Simon Löffler, est l'héritier de Leibniz,. Il est baptisé le 3 juillet.
Son père meurt le 15 septembre 1652 alors que Leibniz est âgé de six ans, et son éducation est alors supervisée par sa mère et son oncle, mais le jeune Leibniz apprend également en autodidacte dans l'importante bibliothèque qu'a laissée son père,. En 1653, à l'âge de 7 ans, Leibniz est scolarisé à la Nikolaischule, où il restera jusqu'à son entrée à l'université en 1661,,,— selon Yvon Belaval, il est néanmoins possible que Leibniz fut scolarisé avant même la mort de son père ; selon lui son parcours scolaire semble se dérouler ainsi : grammaire (1652-1655), humanités (1655-1658), philosophie (1658-1661). Bien qu'il apprenne le latin à l'école, il semble que vers l'âge de douze ans, Leibniz ait appris de lui-même le latin à un niveau avancé ainsi que le grec, semble-t-il afin de pouvoir lire les livres de la bibliothèque de son père. Parmi ces livres, il s'intéresse surtout à la métaphysique et à la théologie, aussi bien d'auteurs catholiques que protestants. Au fur et à mesure de son apprentissage, il s'estime insatisfait de la logique d'Aristote et commence à développer ses propres idées. Comme il le rappellera plus tard dans sa vie, il était là en train de retrouver sans le savoir les idées logiques derrière les démonstrations mathématiques rigoureuses. Le jeune Leibniz se familiarise avec les œuvres d'auteurs latins comme Cicéron, Quintilien et Sénèque, d'auteurs grecs comme Hérodote, Xénophon et Platon, mais aussi des philosophes et théologiens scolastiques.

#### Formation et premiers travaux (1661-1667)
En 1661, âgé de 14 ans (un âge pas exceptionnellement jeune à l'époque), Leibniz entre à l'université de Leipzig, pour un baccalauréat en arts. Son enseignement concerne surtout la philosophie et très peu les mathématiques ; il étudie aussi la rhétorique, le latin, le grec et l'hébreu. Les penseurs modernes (Descartes, Galilée, Gassendi, Hobbes...) n'ayant pas encore eu d'impact sur les pays germanophones, Leibniz étudie surtout la scolastique, bien qu'on retrouve aussi des éléments de la modernité, notamment de l'humanisme de la Renaissance et des travaux de Francis Bacon,.
Il est l'élève de Jakob Thomasius qui supervise son premier travail philosophique, qui lui permet d'obtenir son baccalauréat en 1663 : Disputatio metaphysica de principio individui,. Dans son travail, il refuse de définir l'individu par négation à partir de l'universel et « souligne la valeur existentielle de l'individu, qui ne peut être expliqué par sa matière seule ou sa forme seule mais plutôt dans son être tout entier ». On retrouve ici les prémices de sa notion de monade.
Après son baccalauréat, il doit se spécialiser pour l'obtention d'un doctorat : ayant le choix entre théologie, droit et médecine, il choisit le droit. Avant le début de ses cours, durant l'été 1663, il étudie quelque temps à Iéna, où il est exposé à des théories moins classiques, et a entre autres, comme professeur de mathématiques, le mathématicien et philosophe néopythagoricien Erhard Weigel, qui amènera Leibniz à commencer à s'intéresser aux preuves de type mathématique pour des disciplines telles que la logique et la philosophie,. Les idées de Weigel, comme le fait que le nombre est le concept fondamental de l'Univers, auront une influence considérable sur le jeune Leibniz.
En octobre 1663, il est de retour à Leipzig pour son doctorat en droit. Il doit à chaque étape de son cursus, travailler sur des « disputatio » et obtient un baccalauréat (en 1665,) et une maîtrise. Par ailleurs, en 1664, il obtient une maîtrise en arts en philosophie pour une dissertation combinant philosophie et droit en étudiant les relations entre ces domaines selon des idées mathématiques, comme il a appris de Weigel,.
Quelques jours après sa maîtrise en arts, sa mère meurt.
Après avoir obtenu son baccalauréat en droit, Leibniz se lance dans l'obtention d'une habilitation en philosophie. Son travail, la Dissertatio de arte combinatoria (« Dissertation sur l'art combinatoire »), est publié en 1666. Dans ce travail, Leibniz entend réduire tous les raisonnements et toutes les découvertes à une combinaison d'éléments de base, comme des nombres, des lettres, des couleurs, des sons. Bien que l'habilitation lui donne le droit d'enseigner, il préfère se lancer dans l'obtention d'un doctorat en droit.
Malgré sa scolarité reconnue et sa réputation croissante, le doctorat en droit lui est refusé, pour des raisons partiellement inexpliquées. Il est vrai qu'il était l'un des plus jeunes candidats et qu'il n'y avait que douze tuteurs en droit disponibles, mais Leibniz suspecta la femme du doyen d'avoir persuadé celui-ci de s'opposer au doctorat de Leibniz, pour une raison inexpliquée,. Leibniz n'étant pas enclin à accepter un quelconque délai, il part pour l'université d'Altdorf où il est inscrit en octobre 1666,. Sa thèse étant déjà prête, il devient docteur en droit dès février 1667 avec sa thèse De Casibus Perplexis in Jure (« Des cas perplexes en droit »),,,. Les universitaires d'Altdorf sont impressionnés par Leibniz (il est applaudi lors de sa soutenance de thèse, en prose et en vers, sans notes, avec tant de facilité et de clarté que ses examinateurs peinent à croire qu'il ne l'a pas apprise par cœur), et lui proposent un poste de professeur, qu'il refuse,,,.
Alors qu'il est encore peut-être étudiant à Altdorf, Leibniz obtient son premier emploi, plus solution provisoire que véritable ambition : secrétaire d'une société alchimique de Nuremberg (dont l'affiliation ou non à la Rose-Croix fait débat),. Il occupera ce poste pendant deux ans. La nature exacte de son obédience est encore fort discutée par les historiens. Il parlera de son passage comme d'un « doux rêve » dès 1669, et sur le ton de la plaisanterie dans une lettre à Gottfried Thomasius de 1691. De son appartenance à cette société, il espérait probablement des renseignements sur sa combinatoire.

### Début de carrière (1667-1676)

#### Francfort et Mayence (1667-1672)
Quand il quitte Nuremberg, Leibniz ambitionne de voyager, au moins jusqu'en Hollande,. Il rencontre peu après le baron Johann Christian von Boyneburg, ancien ministre en chef de l'électeur de Mayence Johann Philipp von Schönborn, qui l'emploie : en novembre 1667, Leibniz s'installe dans la ville de Boyneburg, Francfort-sur-le-Main, à proximité de Mayence,. Rapidement, Boyneburg obtient pour Leibniz un poste d’assistant auprès du conseiller juridique de Schönborn, après que Leibniz a dédié à Schönborn un essai sur la réforme du pouvoir judiciaire. Ainsi, en 1668, il déménage à Mayence,. Cependant, continuant à travailler pour Boyneburg, il passe autant de temps à Francfort qu'à Mayence. Avec le conseiller juridique, il travaille sur le projet d'une grande recodification du droit civil,. C'est dans cette optique qu'il compose son Nova methodus discendæ docendæque jurisprudentiæ dédié à l'électeur de Mayence, Jean-Philippe de Schönborn, dans l'espoir d'obtenir un poste à la cour. Il y présente le droit sous un angle philosophique. Deux règles fondamentales de jurisprudence y figurent : n'accepter aucun terme sans définition et n'accepter aucune proposition sans démonstration. En 1669, Leibniz est promu assesseur à la cour d'appel dont il fera partie jusqu'en 1672.
Par ailleurs, Leibniz travaille sur plusieurs ouvrages concernant des thèmes politiques (Modèle de démonstrations politiques pour l’élection du roi de Pologne) ou scientifiques (Hypothesis physica nova (« Nouvelles Hypothèses physiques »), 1671).

#### Séjour à Paris (1672-1676)
Il est envoyé en 1672 à Paris par Boyneburg en mission diplomatique pour convaincre Louis XIV de porter ses conquêtes vers l'Égypte plutôt que l'Allemagne. Il y restera jusqu’en 1676. Son plan échouera avec l'éclatement de la guerre de Hollande en 1672. En attendant une occasion de rencontrer le gouvernement français, il peut rencontrer les grands savants de l’époque. Il est notamment en contact avec Nicolas Malebranche et Antoine Arnauld. Avec ce dernier il parle particulièrement de la réunification des Églises. À partir de l'automne 1672, il étudie les mathématiques et la physique sous l'égide de Christian Huygens. Par conseil de ce dernier, il s'intéresse aux travaux de Grégoire de Saint-Vincent. Il se consacre aux mathématiques et publie à Paris son manuscrit sur la quadrature arithmétique du cercle (donnant π sous forme d'une série alternée). Il travaille également sur ce qui sera le calcul infinitésimal (ou calcul différentiel et intégral). Il conçoit en 1673 une machine à calculer qui permet d'effectuer les quatre opérations, et qui inspirera bien des machines à calculer des XIXe et XXe siècles (arithmomètre, Curta). Avant de rejoindre Hanovre, il se rend à Londres pour étudier certains écrits d’Isaac Newton ; tous deux posent les bases du calcul intégral et différentiel.
Par deux fois, en 1673 et en 1676, Leibniz se rend à Londres où il rencontre les mathématiciens et physiciens de la Royal Society. Il devient lui-même fellow de la Royal Society le 19 avril 1673,.
Leibniz, ayant entendu parler des compétences en optique de Baruch Spinoza, philosophe rationaliste comme lui, envoie à ce dernier un traité d'optique ; Spinoza lui envoya ensuite une copie de son Traité théologico-politique qui intéressa fortement Leibniz. Par ailleurs, par l'intermédiaire de son ami Ehrenfried Walther von Tschirnhaus, Leibniz est informé d'une grande partie des travaux de Spinoza sur l'Éthique (bien que Tschirnhaus ait interdiction d'en montrer une copie avancée).

### Hanovre (1676-1716)

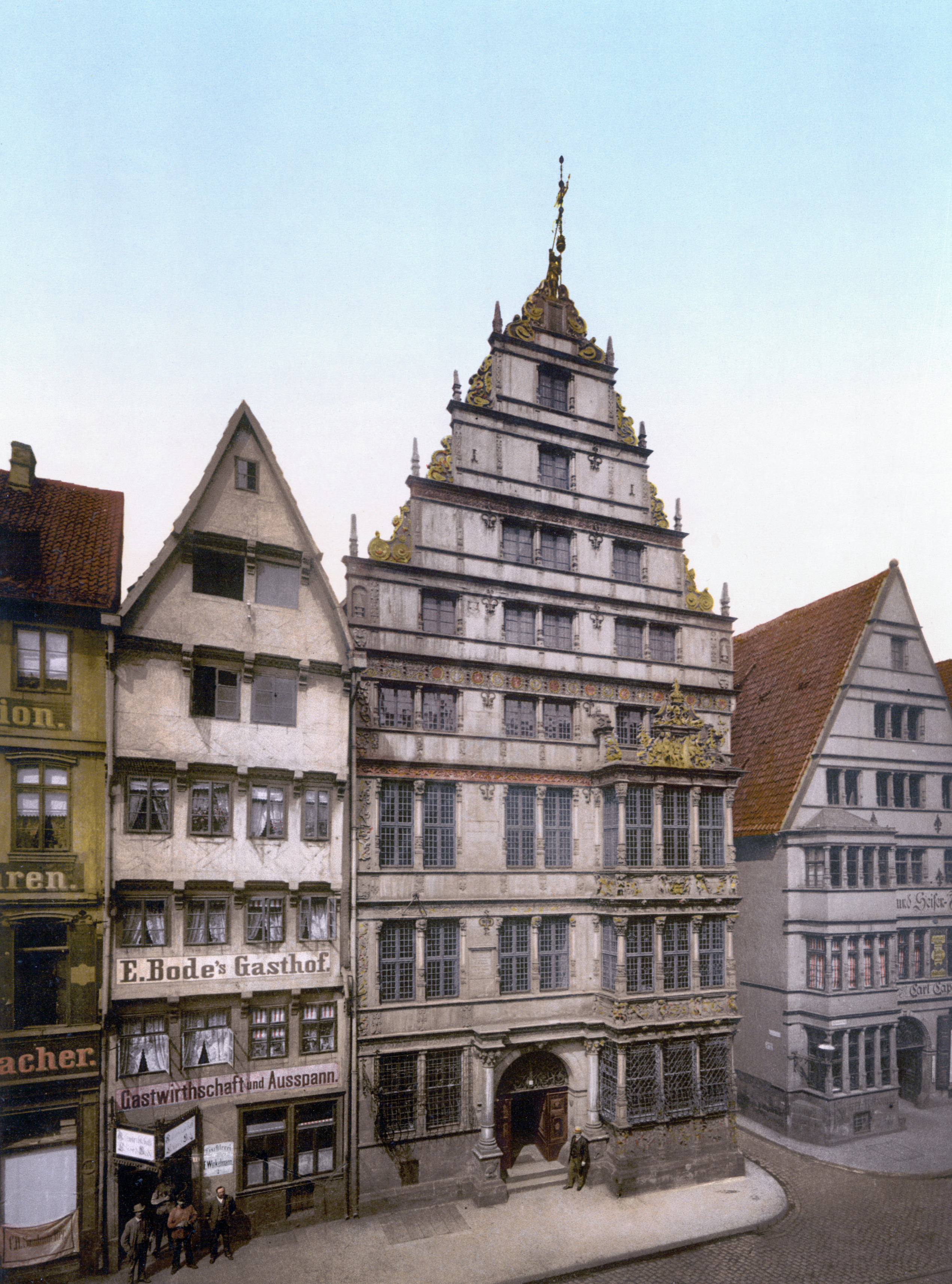
Maison de Leibniz, où il vécut entre 1698 et sa mort en 1716, ici vers 1900. Leibniz vivait au premier étage. La maison fut détruite durant la Seconde Guerre mondiale, puis reconstruite à un autre emplacement.

#### Premières années à Hanovre (1676-1687)
Après la mort de ses deux employeurs, Boyneburg en 1672 puis Schönborn en 1673, Leibniz cherche à s'installer à Paris ou à Londres, mais, ne trouvant aucun employeur, il accepte finalement après deux ans d'hésitation la proposition du duc Jean-Frédéric de Brunswick-Calenberg, qui le nomme bibliothécaire du duché de Brunswick-Lunebourg (puis, à la suite des demandes de Leibniz dès février 1677, conseiller auprès de la maison de Hanovre en 1678), poste qu'il occupera pendant 40 ans, jusqu'à sa mort en 1716,,,. Sur le chemin pour Hanovre, il fait étape à Londres, Amsterdam et La Haye, où il rencontre Spinoza, entre les 18 et 21 novembre qui vit alors les derniers mois de sa vie, atteint de tuberculose,,. Avec Spinoza, ils parlent de l'Éthique de ce dernier prête à la publication, de la physique cartésienne et de la version améliorée par Leibniz de l'argument ontologique sur l'existence de Dieu. Il y rencontre également les microscopistes Jan Swammerdam et Antoni van Leeuwenhoek, entrevues qui auront une grande influence sur la conception des animaux de Leibniz. Leibniz arrive finalement à Hanovre en décembre 1676 par la malle-poste. La ville est alors peuplée de 6 500 habitants de la vieille ville et 2 000 dans la nouvelle ville, de part et d'autre de la Leine.
En tant que bibliothécaire, Leibniz doit s'acquitter de tâches d'ordre pratique : administration générale de la bibliothèque, achat de nouveaux livres et de livres d'occasion, et inventaire des livres. En 1679, il doit gérer le transfert de la bibliothèque du palais de Herrenhausen à Hanovre même.
Dans les années 1680 à 1686, il fait de nombreux voyages dans le Harz pour s'occuper de l'exploitation des mines. Leibniz a consacré l'équivalent de trois années au métier d'ingénieur des mines. Il s'occupa principalement de mettre au point des dispositifs d'extraction des eaux des mines grâce à des moulins à vent. Il entra en conflit avec les exploitants qui n'acceptaient pas ses nouvelles idées. Cela le conduisit à se poser des questions sur l'origine des fossiles, qu'il attribuait initialement à l'effet du hasard, mais dont il reconnut plus tard l'origine vivante. Son livre Protogæa ne sera publié qu'après sa mort, car les théories qu'il y développe sur l'histoire de la Terre pouvaient déplaire aux autorités religieuses.
En 1682, il fonde à Leipzig le journal Acta Eruditorum avec Otto Mencke,. L'année suivante, il y publie son article sur le calcul différentiel — Nova Methodus pro Maximis et Minimis (en). Cependant, l'article ne contient aucune démonstration, et Jacques Bernoulli l'appellera une énigme plutôt qu'une explication. Deux ans plus tard Leibniz publie son article sur le calcul intégral.
En 1686, il rédige un « Court discours de métaphysique », maintenant connu comme le Discours de métaphysique. Le Discours est généralement considéré comme sa première œuvre philosophique mûre. Il envoie un résumé du discours à Arnauld, entamant ainsi une riche correspondance qui traitera principalement de la liberté, de la causalité et de l'occasionnalisme.

#### Voyage en Autriche et en Italie (1687-1690)
Le successeur du duc Jean-Frédéric après la mort de celui-ci en 1679, son frère Ernest-Auguste, cherchant à légitimer historiquement ses ambitions dynastiques, demande à Leibniz la réalisation d'un livre sur l'histoire de la maison de Brunswick. Leibniz, occupé par les mines du Harz, ne peut s'en occuper tout de suite. En août 1685, les expérimentations de Leibniz s'avérant être un échec, le duc, peut-être dans le but d'éloigner Leibniz des mines, l'emploie pour qu'il écrive l'histoire de la maison Welf, dont celle de Brunswick était une branche, depuis les origines jusqu'à l'époque contemporaine, lui promettant un salaire permanent. Ce n'est qu'en décembre 1686 que Leibniz quitte le Harz, pour se lancer pleinement dans ses recherches historiques.
Rapidement, Leibniz traite tout le matériel contenu dans les archives locales, et obtient la permission de partir en voyage en Bavière, en Autriche et en Italie, qui durera de novembre 1687 à juin 1690. Leibniz est à Munich en 1687.
À Vienne, où il fait étape en attendant l'autorisation de François II de Modène de consulter les archives, il tombe malade et doit y rester quelques mois. Pendant ce temps, il lit le compte-rendu des Philosophiæ naturalis principia mathematica d'Isaac Newton, paru dans les Acta Eruditorum en juin 1688. En février 1689, il publie le Tentamen de motuum coelestium causis (« Essai sur les causes des mouvements célestes »), où il tente d'expliquer le mouvement des planètes à l'aide de la théorie des vortex de René Descartes, pour fournir une alternative à la théorie newtonienne qui recourt aux « forces à distance ». Par ailleurs, il rencontre l'empereur Léopold Ier, mais échoue à obtenir un poste de conseilleur impérial ou d'historien officiel, ou l'autorisation de fonder une « bibliothèque universelle ». À la même époque, il obtient un succès diplomatique en parvenant à négocier le mariage entre la fille du duc Jean-Frédéric, Charlotte-Félicité, et du duc de Modène Renaud III.
En mars 1689, Leibniz part pour Ferrare, en Italie. En cette période de tensions religieuses, Leibniz, qui se rend dans un pays catholique en étant protestant, est vigilant et prévoyant. Son secrétaire, Johann Georg von Eckhart, raconte ainsi qu'au moment de traverser le Pô, les passeurs, sachant que Leibniz était allemand et donc fort probablement protestant, prévoient de le jeter par-dessus bord et de s'emparer de ses bagages. Leibniz, s'apercevant du complot, sort de sa poche un rosaire et fait semblant de prier. Les passeurs, voyant cela, pensent qu'il est catholique, et abandonnent leur plan.
De Ferrare, Leibniz part pour Rome, où il arrive le 14 avril 1689. Outre son travail d'étude des archives, il prend le temps de rencontrer ses universitaires et des scientifiques. Il a beaucoup de discussions à propos de l'union des Églises et rencontre le missionnaire chrétien Claudio Filippo Grimaldi, qui lui donne des renseignements sur la Chine (voir section Sinologie),. Il est élu membre de l'Académie physico-mathématique et fréquente des académies et des cercles, prenant notamment la défense de l'héliocentrisme de Nicolas Copernic, qui n'est pas encore accepté par tous. Il compose un dialogue, Phoranomus seu de potentia et legibus naturae (« Phoronomie ou La puissance et les lois de la nature »), la phoronomie étant l'ancêtre de ce qu'on appelle aujourd'hui cinématique, c'est-à-dire l'étude du mouvement sans prendre en compte les causes qui le produisent ou le modifient, autrement dit par rapport au temps et à l'espace uniquement.
De Rome, Leibniz part pour Naples, où il arrive le 4 mai 1689 ; le lendemain, il visite l'éruption du Vésuve. À Naples, il n'oublie pas le but principal de son voyage : il demande au savant baron Lorenzo Crasso de lui montrer les archives de la reine Jeanne, femme d'Otton IV de Brunswick, de faire quelques recherches dans des annales inédites, où il est question de ces princes, et de lui donner quelques renseignements sur les généalogistes napolitains ; sans doute il obtient satisfaction, et il voit à Naples la Storia Ms. di Matteo Spinelli da Giovinazzo, mais comme elle est antérieure à Otton IV, il n'y trouve rien de ce qu'il cherche.
En 1690, Leibniz séjourne à Florence, où il rencontre Vincenzo Viviani, qui fut élève de Galilée, avec qui il parle de mathématiques. Il se lie d'amitié avec Rudolf Christian von Bodenhausen, précepteur des fils du grand-duc de Toscane Cosme III, à qui il confie le texte encore inachevé de la Dynamica (« Dynamique »), où il définit la notion de force et formule un principe de conservation. Après un bref passage à Bologne, Leibniz se rend à Modène où il poursuit ses recherches historiques.

#### 1690-1711

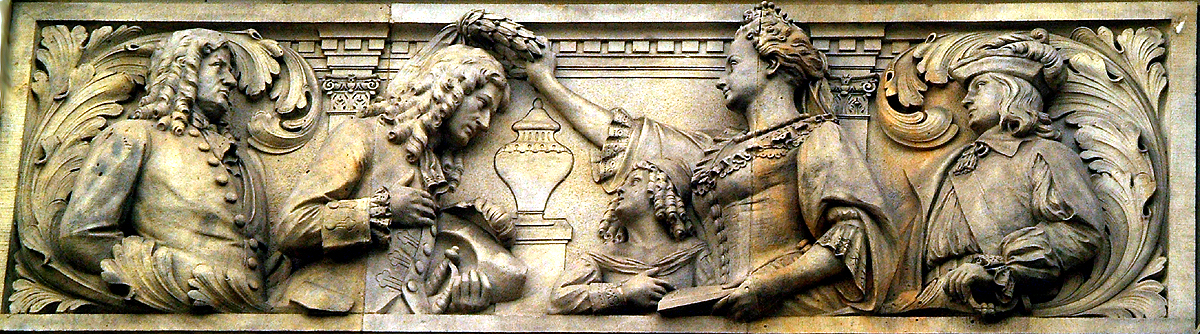
, Sophie de Hanovre décorant Leibnitz de la couronne de laurier.

Leibniz voit ses efforts dans ses recherches historiques récompensés : en 1692, le duché de Brunswick-Lunebourg est élevé au rang d'électorat. En récompense, le duc Ernest-Auguste le fait conseiller privé,. Les autres branches de la maison de Brunswick lui sont également reconnaissantes : les co-ducs Rodolphe-Auguste et Antoine-Ulrich de Brunswick-Wolfenbüttel le nomment bibliothécaire à la Herzog August Bibliothek de Wolfenbüttel en 1691, s'engagent à payer un tiers du coût de publication de l'histoire de la maison Welf, et en 1696, le nomment conseiller privé,,. Par ailleurs, le duc de Celle Georges-Guillaume accorde une rente à Leibniz pour ses recherches historiques. Ses rentes sont alors de 1 000 thalers à Hanovre, 400 de Brunswick-Wolfenbüttel, et 200 de Celle, soit une situation financière confortable.
À partir de ce moment et jusqu'à la fin de sa vie, il passe autant de temps à Brunswick, Wolfenbüttel et Celle qu'à Hanovre — les allers-retours faisant 200 km, Leibniz passera beaucoup de temps à voyager, possédant sa propre voiture, et profitant des voyages pour écrire ses lettres.
En 1691, il publie à Paris, dans le Journal des savants, un Essai de dynamique où il introduit les termes énergie et action.
Le 23 janvier 1698, Ernest-Auguste meurt et son fils Georges-Louis lui succède. Leibniz se voit de plus en plus écarté de son rôle de conseiller par le nouveau prince bien loin de l'homme cultivé que représentait Jean-Frédéric aux yeux de Leibniz qui y voyait le « portrait de Prince ». À l'inverse, l'amitié qu'il entretient avec Sophie de Hanovre et sa fille Sophie-Charlotte, reine de Prusse, se renforce,
Le 29 septembre 1698, il s'installe dans la maison où il résidera jusqu'à sa mort, située Schmiedestraße, nouvelle adresse de la bibliothèque de Hanovre,.
Il convainc le prince-électeur de Brandebourg (futur roi de Prusse) de fonder une Académie des sciences à Berlin dont il devient en juillet 1700 le premier président,.
En 1710, il publie ses Essais de Théodicée, résultats de discussions avec le philosophe Pierre Bayle.
Reconnu comme le plus grand intellectuel d'Europe, il est pensionné par plusieurs grandes cours (Pierre le Grand en Russie Charles VI en Autriche qui le fait baron), et correspondant des souverains et souveraines — notamment de Sophie-Charlotte de Hanovre.

#### Dernières années (1711-1716)
La fin de la vie de Leibniz est peu réjouissante.
Il doit faire face à une controverse qui l'oppose à Isaac Newton sur la question de savoir lequel des deux a inventé le calcul infinitésimal, et se voit même accusé d'avoir volé les idées de Newton. La plupart des historiens des mathématiques s'accordent aujourd'hui à considérer que les deux mathématiciens ont développé leurs théories indépendamment l'un de l'autre : Newton a commencé à développer ses idées le premier, mais Leibniz fut le premier à publier ses travaux.
À la cour, il est moqué pour l'apparence désuète (typique du Paris des années 1670) que lui donnent sa perruque et ses vêtements démodés.
En novembre 1712, il rencontre le tsar à Dresde, puis, se sentant à l'étroit à Hanovre, part pour Vienne (sans en demander l'autorisation à Georges-Louis) où il séjourne jusqu'à l'automne 1714.
En 1714, il doit faire face à la mort de deux proches : le 27 mars, Antoine-Ulrich de Brunswick-Wolfenbüttel, et le 8 juin, Sophie de Hanovre.
Quand, le 12 août, à la mort de la reine Anne, Georges-Louis devient roi de Grande-Bretagne, Leibniz demande à le rejoindre à Londres et demande même à devenir historien officiel d'Angleterre, mais au vu de la mauvaise réputation que le philosophe s'est acquise en Angleterre, le nouveau souverain refuse que Leibniz le suive et lui ordonne de rester à Hanovre.
Il envisage de partir à Paris, où Louis XIV l'a invité, mais la mort de ce dernier, ainsi que le fait qu'il lui faille se convertir, lui font abandonner cette proposition,. Il envisage aussi sérieusement de s'installer à Vienne, où il va jusqu'à commencer des recherches pour se trouver une propriété. Il songe également à Berlin, où il est président de l'Académie royale des sciences de Prusse, et à Saint-Pétersbourg, où il occupe un poste de conseiller. Mais Leibniz, qui a alors plus de soixante ans, n'a plus l'état de santé pour continuer à voyager comme il l'a fait, ou pour commencer une nouvelle vie ailleurs. Son dernier voyage est une rencontre avec le tsar à Pyrmont en juillet 1716, après quoi il ne quitte plus Hanovre.
Très préoccupé par l'histoire de la maison Welf, qu'il n'avait pas écrite malgré tout le temps qu'il y avait consacré, et espérant toujours pouvoir la finir avant sa mort pour pouvoir se consacrer à ses travaux philosophiques, il se remet à y travailler activement.
Peu avant sa mort, durant les années 1715 et 1716, il entretient une correspondance avec le théologien anglais Samuel Clarke, un disciple de Newton, à propos de physique, présentant sous sa forme définitive sa conception de l'espace et du temps,,. Il écrit également beaucoup au jésuite belge Barthélemy Des Bosses.

#### Mort et funérailles
Le 14 novembre 1716, à neuf heures du soir, après avoir passé une semaine bloqué dans son lit atteint de la goutte et d'une colique, il subit un excès de goutte ; on lui fait alors boire une tisane qui, plutôt que de le soigner, lui cause des convulsions et d'importantes douleurs ; moins d'une heure après il meurt à l'âge de 70 ans dans la ville où il résidait depuis 40 ans, en présence de son copiste et de son cocher, mais dans l'indifférence générale, alors que sa pensée a révolutionné l'Europe,,,,. Personne ne se préoccupe de ses funérailles à l'exception de son secrétaire personnel. La cour a été prévenue, mais on n'y voit aucun représentant, et ce, malgré sa relative proximité géographique ; cela s'explique peut-être par le fait que Leibniz n'était pas un fidèle religieux zélé. Son enterrement est celui d'une personne insignifiante.
On peut néanmoins noter deux éloges, se recoupant en partie car écrits d'après les renseignements de Johann Georg von Eckhart : le premier, intitulé Elogium Godofredi Guilelmi Leibnitii, est l'œuvre de Christian Wolff, rédigé en latin et publié en juillet 1717 dans les Acta Eruditorum ; le second est un éloge prononcé à l'Académie royale des sciences de Paris par Bernard Le Bouyer de Fontenelle en novembre 1717, un an après la mort de Leibniz.
À la mort de Leibniz, Georges-Louis, craignant la révélation de secrets, confisque le patrimoine littéraire (Nachlass) de Leibniz, permettant ainsi sa préservation,.

## Contexte de travail

### Portrait
Leibniz a toute sa vie eu l'ambition impossible d'exceller dans tous les domaines intellectuels et politiques. Travailleur infatigable, il aimait la conversation, quoique lent à la répartie et peu éloquent, mais plus encore la lecture et la méditation solitaires, travailler la nuit ne le dérangeait pas. Il pouvait aussi bien rester à penser plusieurs jours sur la même chaise, que voyager à travers l'Europe par tous les temps.
Leibniz dormait peu, souvent assis sur une chaise ; dès le réveil il reprenait ses travaux. Il mangeait beaucoup et buvait peu, prenait ses repas souvent seul, à heure irrégulière, en fonction de son travail.
Son savoir était immense, si bien que Georg Ludwig disait de lui qu'il était son « dictionnaire vivant ». Il parlait le latin (la langue des savants, langue la plus commune au XVIIe siècle) (40 %), le français (la langue de la cour en Allemagne) (30 %) et l'allemand (15 %), langues de la majeure partie de ses écrits, mais aussi l'anglais, l'italien, le néerlandais, l'hébreu et le grec ancien (il a traduit des ouvrages de Platon) et avait quelques notions de russe et de chinois,,.
Leibniz ne fut jamais marié, prétendument parce qu'il n'en eut jamais le temps. Il est dit qu'il se plaignait de ne pas avoir trouvé la femme qu'il cherchait. Vers l'âge de 50 ans, il pensa sérieusement à se marier, mais la personne qu'il désirait épouser voulut un délai pour prendre sa décision ; et pendant ce temps Leibniz se ravisa.
Comme était l'usage à la cour, il portait une longue perruque noire. Fait rare pour l'époque, il attachait une grande importance à son hygiène et fréquentait régulièrement les bains, ce qui lui valut de nombreuses lettres d'admiratrices féminines.
L'apparence physique de Leibniz nous est indiquée par une description écrite par lui-même pour une consultation médicale, ainsi que grâce à une autre de son secrétaire Johann Georg von Eckhart, qui l'a transmise à Fontenelle pour son Éloge. Leibniz était un homme de taille moyenne, se tenant courbé, plutôt maigre, large d'épaules et aux jambes arquées,. Il fut peu malade, excepté des vertiges de temps en temps, avant d'être atteint de la goutte qui causa sa mort.

### Opinions religieuses et politiques
Sur les questions religieuses, Leibniz est considéré comme étant un théiste philosophique (en). Bien qu'il ait été élevé dans le protestantisme, il a appris à apprécier certains aspects du catholicisme auprès de ses employeurs et collègues, notamment Boyneburg, lui et ses proches étant d'anciens luthériens convertis au catholicisme. Bien que resté fidèle au luthéranisme, et ayant refusé la conversion au catholicisme, il fréquentait sans problème les cercles catholiques. Un de ses grands projets était d'ailleurs la réunification des Églises catholiques et protestantes. Il n'a jamais agréé à la vision protestante du pape comme un Antéchrist.
Leibniz était un nationaliste convaincu mais également un cosmopolite. Pacifiste, il désirait que l'on cherche à apprendre des autres nations plutôt que de leur faire la guerre. Il est en cela un pionnier des Lumières, qui croyaient en la supériorité de la raison sur les préjugés et les superstitions. Il tenta de promouvoir l'usage de l'allemand, bien qu'écrivant peu dans cette langue car elle était peu adaptée à l'écriture philosophique, (voir la section Littérature).
Il lui est arrivé de nourrir des sentiments anti-français. Il s'est ainsi moqué du caractère belliqueux de Louis XIV dans un écrit anonyme satirique de 1684 intitulé Mars Christianissimus (jeu de mots avec Mars, dieu de la guerre, et l'expression Rex Christianissimus (« roi très chrétien »), qui désignait Louis XIV).
Concerné par les questions politiques pratiques, Leibniz tenta de convaincre les Hanovriens de mettre en place une assurance contre les incendies, et proposa cette mesure à la cour de Vienne pour l'appliquer à tout l'empire, mais dans les deux cas, ce fut en vain.

### Emplois
Le premier emploi de Leibniz, alors qu'il est encore peut-être étudiant à Altdorf, est plus une solution provisoire que véritable ambition : secrétaire d'une société alchimique de Nuremberg (dont l'affiliation ou non à la Rose-Croix fait débat),.
Il rencontre peu après le baron Johann Christian von Boyneburg, ancien ministre en chef de l'électeur de Mayence Johann Philipp von Schönborn, qui l'emploie : en novembre 1667, Leibniz s'installe dans la ville de Boyneburg, Francfort-sur-le-Main, à proximité de Mayence,. Rapidement, Boyneburg obtient pour Leibniz un poste d'assistant auprès du conseiller juridique de Schönborn. Ainsi, en 1668, il déménage à Mayence,. Cependant, continuant à travailler pour Boyneburg, il passe autant de temps à Francfort qu'à Mayence. Un an et demi plus tard environ, Leibniz est promu assesseur à la cour d'appel.
Après la mort de ses deux employeurs, Boyneburg en 1672 puis Schönborn en 1673, Leibniz cherche à s'installer à Paris ou à Londres, mais, ne trouvant aucun employeur, il accepte finalement après deux ans d'hésitation la proposition du duc Jean-Frédéric de Brunswick-Calenberg, qui le nomme bibliothécaire du duché de Brunswick-Lunebourg et conseiller auprès de la maison de Hanovre, poste qu'il occupera pendant 40 ans, jusqu'à sa mort en 1716,,.
Après ses recherches historiques récompensées permettant en 1692 l'élévation du duché de Brunswick-Lunebourg au rang d'électorat, le duc Ernest-Auguste le fait conseiller privé,. Les autres branches de la maison de Brunswick lui sont également reconnaissantes : les co-ducs Rodolphe-Auguste et Antoine-Ulrich de Brunswick-Wolfenbüttel le nomment bibliothécaire à la Herzog August Bibliothek de Wolfenbüttel en 1691, s'engagent à payer un tiers du coût de publication de l'histoire de la maison Welf, et en 1696, le nomment conseiller privé,,. Par ailleurs, le duc de Celle Georges-Guillaume accorde un salaire à Leibniz pour ses recherches historiques. Les salaires annuels de Leibniz sont donc à cette époque de 1 000 thalers à Hanovre, 400 de Brunswick-Wolfenbüttel, et 200 de Celle. Leibniz est donc très bien payé, puisque même le plus bas salaire, celui de Celle, est supérieur à ce qu'un ouvrier qualifié peut espérer gagner. À partir de ce moment et jusqu'à la fin de sa vie, il passera autant de temps à Brunswick, Wolfenbüttel et Celle qu'à Hanovre

### Place dans le monde savant et politique
Leibniz devient fellow de la Royal Society le 19 avril 1673. En 1674, il refuse la nomination en tant que membre de l'Académie royale des sciences, puisqu'elle nécessite qu'il se convertisse ; finalement il sera nommé associé étranger de l'Académie royale des sciences par Louis XIV le 28 janvier 1699. En 1689, il est nommé membre de l'Académie physico-mathématique à Rome,.
Il convainc le prince-électeur de Brandebourg (futur roi de Prusse) de fonder une Académie des sciences à Berlin dont il devient en juillet 1700 le premier président,,. Il tente aussi de manière similaire des académies à Dresde en 1704 (son idée échouera à cause de la grande guerre du Nord),, à Saint-Pétersbourg (idée qui ne sera concrétisée qu'avec la fondation de l'Académie des sciences de Saint-Pétersbourg en 1724-1725, neuf ans après la mort de Leibniz), et à Vienne en 1713 (idée qui ne sera concrétisée qu'avec la fondation de l'Académie autrichienne des sciences en 1846-1847).
Leibniz ne remit jamais en cause le système féodal, mais était assez désinvolte dans l'exercice de ses obligations, et fut parfois à la limite de la désobéissance, voire du manque de loyauté. Si après la mort du duc Jean-Frédéric, ses relations étaient moins bonnes avec ses successeurs Ernest-Auguste et George-Louis, il entretenait une amitié avec Sophie de Hanovre et sa fille Sophie-Charlotte, reine de Prusse, et était toujours le bienvenu et fréquemment invité chez l'une comme chez l'autre,. Elles appréciaient l'intelligence de Leibniz, qui pouvait trouver du soutien auprès d'elles, et c'est à la suite de leurs discussions que Leibniz écrivit deux de ses principaux ouvrages : les Nouveaux Essais sur l'entendement humain et les Essais de Théodicée. Proche des personnalités politiques puissantes, il fut également, dans ses dernières années, nommé conseiller privé auprès du tsar russe Pierre Ier le Grand ainsi qu'à la cour impériale à Vienne. Cependant, sa volonté d'être anobli ne fut jamais satisfaite.
Il n'a jamais accepté de poste universitaire, n'appréciant pas la structure inflexible des universités allemandes.
Leibniz voyageait fréquemment — notamment entre sa résidence principale, Hanovre, et les villes voisines de Brunswick, Wolfenbüttel et Celle, les allers-retours faisant 200 km —, et a parcouru environ 20 000 km par voiture à cheval. Il possédait sa propre voiture, et profitait des voyages pour écrire ses lettres. Durant ses voyages, il a pu rencontrer des scientifiques et des personnalités politiques, mettre en place des relations diplomatiques, s'informer à propos des nouvelles découvertes et inventions, et continuer ses recherches sur l'histoire de la maison Welf.

## Œuvres

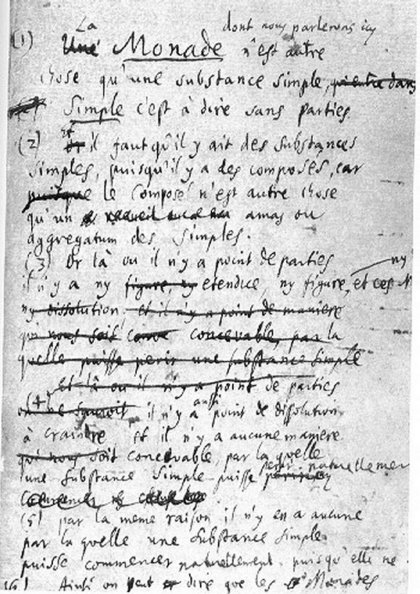
Page manuscrite de la Monadologie.

Leibniz fut un auteur très prolifique, composant environ 50 000 textes, dont 20 000 lettres avec plus de mille correspondants de seize pays différents,,. Il lègue environ 100 000 pages manuscrites. Son œuvre est écrite majoritairement en latin (la langue des savants, langue la plus commune au XVIIe siècle) (40 %), en français (la langue de la cour en Allemagne) (30 %) et en allemand (15 %), mais il a aussi rédigé en anglais, en italien et en néerlandais,,. Il parlait également couramment l'hébreu et le grec ancien (il a traduit des ouvrages de Platon) et avait quelques notions de russe et de chinois.
Au contraire des autres grands philosophes de son temps, Leibniz n'a pas réalisé de magnum opus, ouvrage exprimant à lui seul tout le cœur de la pensée d'un auteur. Il n'écrira que deux livres, les Essais de Théodicée (1710) et les Nouveaux Essais sur l'entendement humain (1704 - publié posthumément en 1765).
Il utilisa parfois les pseudonymes Caesarinus Fürstenerius et Georgius Ulicovius Lithuanus.
Leibniz écrivait sur des pages in-folio qu'il séparait en deux colonnes : l'une lui servait à écrire son brouillon original, l'autre à annoter ou ajouter certaines portions de texte à son brouillon. Il lui arrivait souvent d'annoter ses propres annotations. La colonne des annotations était fréquemment autant remplie que celle du texte original. Par ailleurs, son orthographe et sa ponctuation étaient très fantaisistes.
Esprit toujours en ébullition, il était tout le temps en train de noter ses idées sur le papier, stockant ses notes dans un grand placard pour les récupérer plus tard. Notamment, il prenait des notes sur tout ce qu'il lisait. Néanmoins, étant donné qu'il écrivait tout le temps, l'accumulation de ses brouillons l'empêchait de retrouver celui qui l'intéressait, et pour cette raison il le réécrivait ; ce qui fait qu'on a plusieurs ébauches d'un même opuscule, qu'ils ont les mêmes idées de fond, n'ont pas le même développement et parfois même pas le même plan. Si on peut en général constater une certaine progression d'un brouillon à l'autre, les premières versions contiennent souvent des détails ou des vues manquant aux versions ultérieures. Ces répétitions entre brouillons ont toutefois un avantage : ils permettent de mettre en évidence l'évolution dans la pensée de Leibniz.

### Correspondance

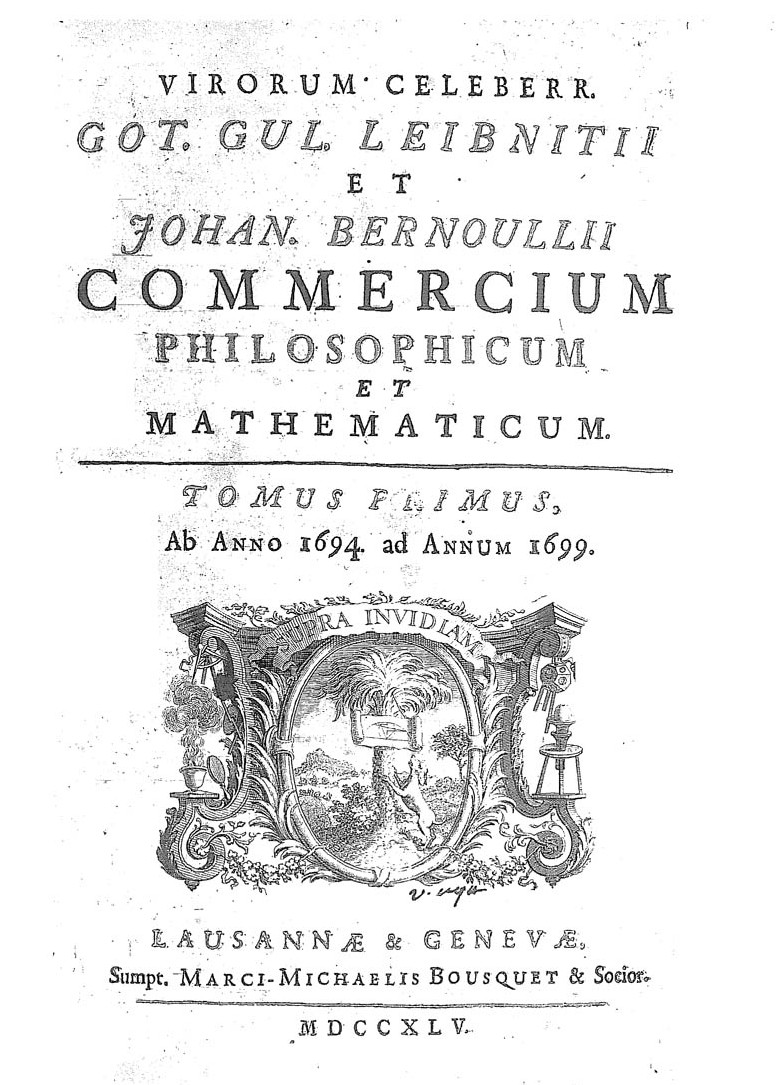
Commercium philosophicum et mathematicum (édition de la correspondance entre Leibniz et Jean Bernoulli).

La correspondance de Leibniz fait partie intégrante de son œuvre. Elle s'étend sur plus de 50 ans, de 1663 à 1716. Elle est peut-être la plus vaste parmi les érudits du XVIIe siècle. Activité centrale pour Leibniz lui-même, le philosophe l'a soigneusement classée ce qui a facilité sa préservation.
Leibniz a composé environ 20 000 lettres, échangeant ainsi avec environ 1 100 correspondants de seize pays différents, non seulement en Europe occidentale et centrale, mais également en Suède, en Russie, et jusqu'à la Chine ; ses correspondants étaient de milieux très différents, de la famille impériale aux artisans. Parmi ses très nombreux correspondants, Leibniz compte Baruch Spinoza, Thomas Hobbes, Antoine Arnauld, Jacques-Bénigne Bossuet, Nicolas Malebranche, Jean et Jacques Bernoulli, Pierre Bayle ou encore Samuel Clarke, mais aussi les personnalités politiques de son temps : princes, électeurs et empereurs du Saint-Empire romain germanique ou encore le tsar Pierre le Grand.
Si les correspondances sont souvent éphémères, environ 40 % d'entre elles ont été entretenues pendants au moins trois ans, certaines pendant plus de 30 ans (jusqu'à 42 ans). Dès son passage à Mayence, il compte un réseau de correspondants d'environ 50 personnes. À partir des années 1680, son nombre de correspondants croît jusqu'à 200 en 1700 et ne descend pas en dessous de 120 jusqu'à sa mort. Toute sa vie, Leibniz enrichit ce réseau grâce aux rencontres qu'il fait dans les centres de la République des Lettres (Paris, Londres, Vienne, Florence, Rome), comme Henry Oldenburg, Christian Huygens, Bernardino Ramazzini ou Antonio Magliabechi.
La correspondance de Leibniz est inscrite au registre international Mémoire du monde de l'UNESCO. Elle est dans un état de conservation exceptionnelle grâce à la confiscation opérée par George Ier, électeur de Hanovre et roi de Grande-Bretagne qui craignait la révélation de secrets. L'édition complète de la correspondance de Leibniz est prévue pour l'année 2048.

### Publication
Le patrimoine (Nachlass) de Leibniz n'est toujours pas entièrement publié.
L'édition complète des écrits de Leibniz est conduite par la Bibliothèque Gottfried-Wilhelm-Leibniz de Hanovre avec trois autres bibliothèques allemandes. Les publications ont commencé au début du XXe siècle. Elle classe son œuvre écrite en huit séries (Reihe), :
1. Correspondance générale, politique et historique (Allgemeiner, politischer und historischer Briefwechsel)
2. Correspondance philosophique (Philosophischer Briefwechsel)
3. Correspondance mathématique, scientifique et technique (Mathematischer, naturwissenschaftlicher und technischer Briefwechsel)
4. Écrits politiques (Politische Schriften)
5. Écrits historiques et linguistiques (Historische Schriften und sprachwissenschaftliche Schriften)
6. Écrits philosophiques (Philosophische Schriften)
7. Écrits mathématiques (Mathematische Schriften)
8. Écrits scientifiques, médicaux et techniques (Naturwissenschaftliche und technische Schriften)

Il est à noter que l'idée de classer les opuscules et ouvrages en fonction de leur contenu ne fait pas l'unanimité. Ainsi Louis Couturat dans la préface de son édition des Opuscules et fragments inédits de Leibniz affirme que le seul classement objectif est le classement chronologique, et que tout autre classement revient à créer des divisions dans son œuvre là où il n'y en a pas, au risque d'oublier certains fragments ou de mal les classer et ainsi de fournir une vision déformée de l'œuvre. Il s'oppose également à faire des choix parmi les manuscrits ; selon lui, l'objectif de l'édition projetée est de mettre au jour l'intégralité des écrits, aux commentateurs ensuite de faire leur choix parmi les morceaux qui les intéressent.
À l'inverse le classement de la correspondance par date est moins synthétique que celui de l'édition de C. I. Gerhardt, qui regroupe les lettres par correspondant et donne aussi leurs réponses (ce que ne fait pas l'édition complète).

### Principales œuvres
| Nom | Date d'écriture    | Date de publication                                  | Langue originale                     | Série dans l'édition complète | Notes | Accès en ligne                                                         |
| --- | ------------------ | ---------------------------------------------------- | ------------------------------------ | ----------------------------- | --- | ---------------------------------------------------------------------- |
| De principio individui | 1663               | 1663                                                 | latin                                |                               | Thèse de baccalauréat ; première publication de Leibniz. |                                                                        |
| Dissertatio de arte combinatoria | 1666               | 1666, réimprimé en 1690, contre l'avis de Leibniz    | latin                                | VI-1                          | Rédigée dans le but de l'obtention de son habilitation en philosophie,. | lire en ligne sur Gallica                                              |
| De Casibus Perplexis in Jure | 1666               |                                                      | latin                                |                               | Rédigée dans le but de l'obtention de son doctorat « dans les deux droits ». |                                                                        |
| Nova methodus discendæ docendæque jurisprudentiæ | 1667               |                                                      | latin                                |                               | |                                                                        |
| Ratio corporis iuris reconcinnandi | 1668               |                                                      | latin                                |                               | |                                                                        |
| Confessio naturæ contra atheistas | 1668               |                                                      | latin                                |                               | |                                                                        |
| Defensio Trinitatis per nova Reperta Logica | 1669               |                                                      | latin                                |                               | |                                                                        |
| Théorie du mouvement concret et du mouvement abstrait | 1670               |                                                      | français                             |                               | |                                                                        |
| Hypothesis physica nova | 1671               |                                                      | latin                                | VI-2                          | |                                                                        |
| Confessio philosophi | 1673               |                                                      | latin                                |                               | |                                                                        |
| Quadrature arithmétique du cercle, de l’ellipse et de l’hyperbole | vers 1674          |                                                      | français                             |                               | |                                                                        |
| De corporum concursu | 1678               |                                                      | latin                                |                               | Essai scientifique resté longtemps inédit. |                                                                        |
| De progressione dyadica | mars 1679          |                                                      | latin                                |                               | Publié en 1966, dans une traduction allemande (Herrn von Leibniz’ Rechnung mit Null und Einz)                                                                                    | En français sur BibNum, avec explication.                              |
| Specimen calculi universalis | 1678-1684          |                                                      | latin                                |                               | |                                                                        |
| Nova Methodus pro Maximis et Minimis | 1684               |                                                      | latin                                |                               | Publié dans les Acta Eruditorum. Pose les bases du calcul différentiel. |                                                                        |
| Meditationes de cognitione, veritate et ideis | 1684               |                                                      | latin                                |                               | | [ 36 ]                                                                 |
| Recherches générales sur l'analyse des notions et des vérités | 1686               |                                                      | français                             |                               | |                                                                        |
| Démonstration courte d'une erreur considérable de M. Descartes et de quelques autres touchant une loi de la nature selon laquelle ils soutiennent que Dieu conserve dans la matière la même quantité de mouvement | 1686               | GM6 p. 117                                           | latin (mars) et français (septembre) |                               | Lance sa Dynamique, offensive contre les cartésiens | en latin en français                                                   |
| Discours de métaphysique | 1686               |                                                      | français                             | VI-4                          | | sur wikisource                                                         |
| Correspondance avec Arnauld. | vers 1686          |                                                      |                                      |                               | |                                                                        |
| De Geometria Recondita et analysi indivisibilium atque infinitorum | 1686               |                                                      | latin                                |                               | Publié dans les Acta Eruditorum. Pose les bases du calcul intégral. |                                                                        |
| Discours touchant la méthode de la certitude et l’art d’inventer pour finir les disputes et faire en peu de temps de grands progrès                                                                               | 1688-1690          |                                                      | français                             |                               | | sur wikisource                                                         |
| Primæ veritates | 1689               |                                                      | latin                                |                               | |                                                                        |
| Dynamica de potentia et legibus naturæ corporeæ | 1689               |                                                      | latin                                |                               | |                                                                        |
| Ars combinatoria | 1691               |                                                      | latin                                |                               | Publié dans les Acta Eruditorum, en réponse à la réimpression de sa Dissertatio de arte combinatoria.                                                                            |                                                                        |
| Animadversiones ad Cartesii principia philosophiæ | 1691               |                                                      | latin                                |                               | |                                                                        |
| Protogæa | entre 1690 et 1693 | après sa mort                                        | latin                                |                               | Préface à son travail inachevé sur l'histoire de la maison de Brunswick. |                                                                        |
| Premier Essay de dynamique Deuxième Essay de dynamique | 1692 1698          |                                                      | français                             |                               | | 1er 2e                                                                 |
| Système nouveau de la nature et de la communication des substances | 1695               |                                                      | français                             |                               | | sur wikisource                                                         |
| Novissima Sinica | avril 1697,        |                                                      | latin                                |                               | Écrit politique et religieux sur la Chine, consistant en un recueil de lettres et de rapports de missionnaires jésuites rassemblés par Leibniz, également auteur de la préface,. |                                                                        |
| Unvorgreiffliche Gedancken, betreffend die Ausübung und Verbesserung der Teutschen Sprache | 1697               |                                                      | allemand                             |                               | | Leibniz, Unvorgreifliche Gedanken (Université Justus-Liebig de Gießen) |
| Mathesis rationis | vers 1700          |                                                      | latin                                |                               | |                                                                        |
| Nouveaux Essais sur l'entendement humain | 1704               | 1765 (posthume)                                      | français                             | VI-6                          | Critique de l'Essai sur l'entendement humain de John Locke. | sur Wikisource                                                         |
| Explication de l'Arithmétique Binaire | au plus tard 1703  | 1703                                                 | français                             |                               | Mémoire publié dans l'Histoire de l'Académie Royale des Sciences. | lire en ligne sur Gallica (Mémoires, p. 85)                            |
| Brevis descriptio Machinæ Arithmeticæ, cum Figura | 1709               | 1710                                                 | latin                                |                               | Publié dans Miscellanea Berolinensia ad incrementum scientiarum. | Disponible sur BibNum, avec une explication d'un ingénieur.            |
| Essais de Théodicée | 1710               |                                                      | français                             |                               | Traduit en latin en 1712. | sur Wikisource                                                         |
| Principes de la nature et de la grâce fondés en raison | 1714               | 1718                                                 | français                             |                               | Offert à Vienne au prince Eugène et envoyé à Paris à Rémond. | sur Wikisource                                                         |
| Principes de la philosophie dit la Monadologie | 1714               | 1720 (trad. en allemand) 1840 (original en français) | français                             |                               | Vraisemblable version finale du précédent. | sur Wikisource                                                         |

## Philosophie
Souvent dépeint comme le dernier « génie universel », faisant partie des plus grands penseurs des XVIIe et XVIIIe siècles, Leibniz écrira sur des domaines extrêmement variés, et contribuera de manière importante à la métaphysique, à l'épistémologie, à la logique et à la philosophie de la religion, mais aussi hors du champ proprement philosophique, aux mathématiques, à la physique, à la géologie, à la jurisprudence et à l'histoire,. Sa pensée n'est pas groupée au sein d'un magnum opus mais formée d'un ensemble considérable d'essais, de travaux non publiés et de lettres.
Denis Diderot, qui pourtant s'oppose en de nombreux points aux conceptions de Leibniz, écrit à son sujet dans l'Encyclopédie : « peut-être jamais un homme n'a autant lu, étudié, médité et écrit que Leibniz ». Bernard Le Bouyer de Fontenelle dira lui que « pareil en quelque sorte aux Anciens qui avaient l'adresse de mener jusqu'à huit chevaux attelés de front, il mena de front toutes les sciences ».
Leibniz est classé, avec René Descartes et Baruch Spinoza, comme l'un des principaux représentants du rationalisme, continental, du début de l'Époque moderne, par opposition aux trois principaux représentants de l'empirisme, britannique : John Locke, George Berkeley et David Hume.
La philosophie de Leibniz est indissociable de son travail mathématique ainsi que de la logique, qui assure l'unité de son système.
« Les mathématiciens ont autant besoin d'être philosophes que les philosophes d'être mathématiciens. »
— Gottfried Wilhelm Leibniz, Lettre à Malebranche du 13/23 mars 1699

### Influences
Leibniz fut formé dans la tradition scolastique. Il fut aussi exposé à des éléments de la modernité, notamment de l'humanisme de la Renaissance et des travaux de Francis Bacon,.
Son professeur à l'université de Leipzig, Jakob Thomasius, lui transmet un grand respect envers la philosophie antique et médiévale. Quant à son professeur à Iéna, Erhard Weigel, il l'amènera à considérer les preuves de type mathématique pour des disciplines telles que la logique ou la philosophie.
De la philosophie antique, il hérite notamment de l'aristotélisme (notamment la logique (syllogistique) et la théorie des catégories) et du platonisme. On retrouve chez Leibniz également une influence du christianisme orthodoxe.
Il s'inspirera beaucoup de Raymond Lulle et Athanasius Kircher pour sa thèse d'alphabet de la pensée, de combinaison des idées, et de caractéristique universelle.
Leibniz rencontre des figures majeures de la philosophie de l'époque comme Antoine Arnauld, Nicolas Malebranche (à qui il doit notamment son intérêt pour la Chine), et surtout le mathématicien et physicien néerlandais Christian Huygens, qui lui enseigne la philosophie, les mathématiques et la physique.
La relation de Leibniz avec les grands penseurs de l'époque lui permet d'accéder aux manuscrits impubliés de Descartes et Pascal.
Leibniz s'opposera à Spinoza et Hobbes sur l'aspect matérialiste et nécessitarisme ainsi que sur leur conception de Dieu de leurs doctrines respectives.
Tout comme Spinoza, Leibniz est héritier de Descartes tout en le critiquant largement également,. Leibniz dira de Niels Stensen (Nicolas Sténon) à propos de son Discours sur l'anatomie du cerveau, qu'il « nous a désabusé du cartésianisme ».
Spinoza et Leibniz, malgré un héritage commun, s'opposent aussi fortement : notamment, le premier pense Dieu immanent (Deus sive Natura), le second le pense transcendant,. Mais Leibniz étudiera tant le spinozisme pour le critiquer — on retrouvera beaucoup d'annotations et de commentaires critiques par Leibniz sur l'Éthique de Spinoza écrits après qu'il eut reçu les publications posthumes de Spinoza — et si longtemps — on a connaissance de notes écrites par Leibniz en 1708 sur des propositions de Spinoza, preuve que le système spinozien ne fut pas qu'un intérêt de jeunesse pour le philosophe allemand — que les commentateurs ultérieurs se demanderont dans quelle mesure cette étude finira par influencer le système leibnizien,.
Leibniz s'oppose à Descartes en ce qu'il préserve les acquis de l'aristotélisme ; et affirme, contrairement à Descartes et selon une inspiration aristotélicienne, que Dieu doit respecter les principes de la logique.
Enfin, Leibniz rédigera les Nouveaux Essais sur l'entendement humain et les Essais de Théodicée en opposition à des philosophes contemporains, respectivement John Locke et Pierre Bayle,.

### Principes
Dans la Monadologie, Leibniz écrit, :
«  Nos raisonnements sont fondés sur deux grands principes, celui de la contradiction [...] [et] celui de la raison suffisante. »
— Gottfried Wilhelm Leibniz, Monadologie
Cependant, on peut, au fil de ses écrits, trouver quatre autres grands principes : le principe du meilleur, le principe du prédicat inhérent au sujet, le principe d'identité des indiscernables et le principe de continuité. Leibniz explique qu'il y a une relation entre les six principes tout en privilégiant la prépondérance des principes de la contradiction et de la raison suffisante.

#### Principe du meilleur
Le principe du meilleur affirme que Dieu agit toujours pour le meilleur. De ce fait, le monde dans lequel nous vivons serait aussi le meilleur des mondes. Dieu est ainsi un optimiseur de la collection de toutes les possibilités originales. Donc, s'Il est bon et tout-puissant et puisqu'Il a choisi ce monde parmi toutes les possibilités, ce monde doit être bon et, de ce fait, ce monde est le meilleur de tous les mondes possibles. Voltaire, dans son œuvre Candide entre autres, critique largement ce principe qu'il voit comme un trop grand optimisme ne considérant pas la souffrance de notre monde.

#### Principe du prédicat inhérent au sujet
Le principe du prédicat inhérent au sujet, prenant source dans l'Organon d'Aristote, affirme que dans toute proposition vraie le prédicat est contenu dans le concept du sujet lui-même. Leibniz affirme : « Praedicatum inest subjecto ». Sans un tel lien entre le sujet et le prédicat, aucune vérité ne pourra être démontrée, qu'elle soit contingente ou nécessaire, universelle ou particulière.

#### Principe de contradiction
Le principe de contradiction (aussi appelé « principe de non-contradiction ») est issu d'Aristote dans sa Métaphysique (IV.3) et affirme simplement qu'une proposition ne peut être vraie et fausse à la fois. Ainsi, A ne peut pas être A et ¬A à la fois.

#### Principe de raison suffisante
Le principe de raison suffisante : ce principe affirme que « rien n'est sans raison » (nihil est sine ratione) ou que « il n'y a pas d'effet sans cause ». Pour Leibniz, ce principe est considéré comme étant celui le plus utile et nécessaire pour la connaissance humaine puisqu'elle a construit une grande partie de la métaphysique, de la physique et de la science morale. Cependant, dans sa Monadologie, Leibniz admet toutefois que la plupart de ces raisons ne nous sont pas connaissables.

#### Principe d'identité des indiscernables
Le principe d'identité des indiscernables (ou simplement « principe des indiscernables ») : énonce que si deux choses ont toutes leurs propriétés en commun, alors elles sont identiques. Ce principe, très controversé, est la réciproque du principe d'indiscernabilité des identiques, qui affirme que si deux choses sont identiques, elles partagent toutes leurs propriétés. Les deux principes réunis affirment donc que : « deux choses sont identiques si et seulement si elles partagent toutes leurs propriétés ».

#### Principe de continuité
Le principe de continuité dit que les choses changent graduellement. Leibniz écrit : Natura non facit saltus (« la Nature ne fait pas de saut »). Chaque changement passe par un changement intermédiaire qui s'actualise dans une infinité de choses. Ce principe sera aussi employé pour montrer qu'une motion peut débuter d'un état de repos complet et changer tranquillement par degré.

### Logique et art combinatoire

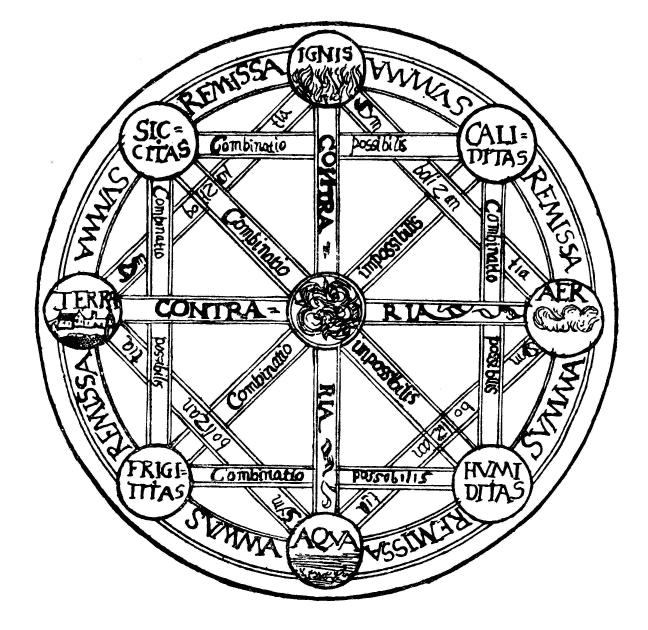
Combinaison des quatre éléments selon Leibniz.

La logique occupe une part importante du travail de Leibniz, bien qu'elle fût délaissée par les philosophes et les mathématiciens qui s'intéressaient chacun aux travaux de Leibniz sur leurs disciplines respectives, et ce bien que chez Leibniz ces matières forment un tout indissociable dont la logique assure la cohésion.
« La Logique est pour Leibniz la Clef de la Nature
 »
— Yvon Belaval, Leibniz : introduction à sa philosophie
L'importance de la logique développée par Leibniz en fait pour certains le plus grand logicien depuis Aristote.
Leibniz estime qu'Aristote est le « premier qui ait écrit mathématiquement en dehors des mathématiques »,. Il avait une grande admiration pour son œuvre. Cependant, il l'estimait imparfaite ; il trouvait que la logique aristotélicienne présentait des lacunes et souhaitait l'améliorer. Il s'intéressa particulièrement à la syllogistique et ses premières contributions dans ce domaine se trouvent dans le De arte combinatoria.
La logique de Leibniz est inspirée de celle du philosophe médiéval Raymond Lulle. Celui-ci, dans les Ars magna, avance l'idée que les concepts et les propositions peuvent être exprimées sous la forme de combinaisons. S'inspirant de Lulle, Leibniz explique dans le De arte combinatoria comment on pourrait, dans un premier temps constituer un « Alphabet des pensées humaines », composé de toutes les idées de base, puis découvrir de nouvelles vérités en combinant les concepts pour former des jugements de manière exhaustive et évaluer méthodiquement leur vérité.
Sur ce principe, Leibniz théorise un langage universel qu'il nomme caractéristique universelle ((lingua) characteristica universalis), qui permettrait d'exprimer les concepts sous la forme des concepts de base dont ils sont composés, et de le représenter de manière à les rendre compréhensibles par tous les lecteurs, quelle que soit leur langue maternelle. Leibniz a étudié les hiéroglyphes égyptiens et les idéogrammes chinois en raison de leur méthode pour représenter les mots, sous forme de dessins. La caractéristique universelle est censée exprimer non seulement les connaissances mathématiques, mais aussi la jurisprudence (il établit les correspondances à la base de la déontique), l’ontologie (Leibniz critiqua la définition que René Descartes donnait de la substance), voire la musique.[réf. souhaitée] Leibniz n'est pas le premier à théoriser ce type de langage : avant lui, le mathématicien français François Viète (XVIe siècle), le philosophe français René Descartes et le philologue anglais George Dalgarno (XVIIe siècle) avaient déjà suggéré un tel projet, notamment dans le domaine des mathématiques, mais aussi pour Viète pour la communication. Par ailleurs, le projet leibnizien inspirera les projets de langue universelle de la fin du XIXe siècle avec l'esperanto, puis l’interlingue, version non dégradée du latin créée par Giuseppe Peano. Il inspirera aussi l'idéographie de Gottlob Frege, le langage logique loglan et le langage de programmation Prolog.
Leibniz a aussi rêvé d’une logique qui serait calcul algorithmique et donc mécaniquement décidable : le calculus ratiocinator. Un tel calcul pourrait être effectué par des machines et ne serait donc pas sujet aux erreurs. Leibniz annonce ainsi les mêmes idées que celles qui inspireront Charles Babbage, William Stanley Jevons, Charles Sanders Peirce et son étudiant Allan Marquand au XIXe siècle, et qui seront à la base du développement des ordinateurs après la Seconde Guerre mondiale.
« Leibniz croit pouvoir inventer, pour la vérification des calculs logiques, des procédés techniques analogues à la preuve par 9 employée en Arithmétique. Aussi appelle-t-il sa Caractéristique le juge des controverses, et la considère-t-il comme un art d'infaillibilité. Il fait un tableau séduisant de ce que seront, grâce à elle, les discussions philosophiques de l'avenir. Pour résoudre une question ou terminer une controverse, les adversaires n'auront qu'à prendre la plume, en s'adjoignant au besoin un ami comme arbitre, et à dire « Calculons ! ». »
— Louis Couturat, La Logique de Leibniz
Il a en même temps eu conscience des limites de la logique formelle en affirmant que toute modélisation, pour être correcte, nécessite d'être faite strictement en analogie avec le phénomène modélisé.[réf. nécessaire]
Leibniz est pour beaucoup le logicien le plus important entre Aristote et les logiciens du XIXe siècle à l'origine de la logique moderne : Auguste De Morgan, George Boole, Ernst Schröder et Gottlob Frege. Pour Louis Couturat, la logique leibnizienne anticipait les principes des systèmes logiques modernes, voire les dépassait sur certains points.
Néanmoins, la plupart de ses textes sur la logique consistent en des esquisses[réf. nécessaire] qui n'ont été publiées que très tardivement voire oubliées,. Se pose donc la question de savoir si Leibniz a juste anticipé la logique moderne ou s'il a influencé celle-ci. Il semble que la logique du XIXe siècle s'est effectivement inspirée de la logique leibnizienne.

### Métaphysique
Rédigée en français en 1714 et non publiée du vivant de l'auteur, la Monadologie représente une des dernières étapes de la pensée de Leibniz. En dépit de ressemblances apparentes avec des textes antérieurs, la Monadologie se distingue assez fortement d'ouvrages comme le Discours de métaphysique ou le Système nouveau de la nature et de la communication des substances. La notion de substance individuelle présente dans le Discours de métaphysique ne doit en effet pas être confondue avec celle de monade.

#### La force
Pour Leibniz, la physique a sa raison dans la métaphysique. Si la physique étudie les mouvements de la nature, quelle réalité est ce mouvement ? Et quelle cause a-t-il ? Le mouvement est relatif, c'est-à-dire qu'une chose se meut selon la perspective d’où nous la regardons. Le mouvement n’est donc pas la réalité elle-même ; la réalité est la force qui subsiste en dehors de tout mouvement et qui en est la cause : la force subsiste, le repos et le mouvement étant des différences phénoménales relatives.
Leibniz définit la force comme « ce qu’il y a dans l’état présent, qui porte avec soi un changement pour l’avenir. » Cette théorie entraîne un rejet de l’atomisme ; en effet, si l’atome est une réalité absolument rigide, alors il ne peut perdre de force dans les chocs. Il faut donc que ce que l’on nomme atome soit, en réalité, composé et élastique. L’idée d’atome absolu est contradictoire :

« Les atomes ne sont que l’effet de la faiblesse de notre imagination, qui aime à se reposer et à se hâter à venir dans les sous divisions ou analyses. »

Ainsi la force est-elle la réalité : la force est substance, et toute substance est force. La force est dans un état, et cet état se modifie suivant des lois du changement. Cette succession d’états changeants possède un ordre régulier, c’est-à-dire que chaque état a une raison (cf. principe de raison suffisante) : chaque état s’explique par celui qui précède, il y trouve sa raison. À cette notion de loi se rattache également l’idée d’individualité : l’individualité est pour Leibniz une série de changements, série qui se présente comme une formule :

« La loi du changement fait l’individualité de chaque substance particulière. »

#### La monade
Toute substance se développe ainsi suivant des lois intérieures, en suivant sa propre tendance : chacune a donc sa loi propre. Ainsi, si nous connaissons la nature de l’individu, pouvons-nous en dériver tous les états changeants. Cette loi de l’individualité implique des passages à des états non seulement nouveaux, mais aussi plus parfaits.
Ce qui existe est donc pour Leibniz l’individuel ; il n’existe que des unités. Ni les mouvements, ni même les corps n’ont cette substantialité : la substance étendue cartésienne suppose en effet quelque chose d’étendu, elle est seulement un composé, un agrégat qui ne possède pas par lui-même la réalité. Ainsi, sans substance absolument simple et indivisible, n’y aurait-il aucune réalité. Leibniz nomme monade cette réalité. La monade est conçue selon le modèle de notre âme :

« l’unité substantielle demande un être accompli, indivisible et naturellement indestructible, puisque sa notion enveloppe tout ce qui lui doit arriver, ce qu’on ne saurait trouver ni dans la figure ni dans le mouvement… Mais bien dans une âme ou forme substantielle, à l’exemple de ce que l’on appelle moi. »

Nous faisons l’observation de nos états internes, et ces états (sensations, pensées, sentiments) sont en un perpétuel changement : notre âme est une monade, et c’est d’après son modèle que nous pouvons concevoir la réalité des choses, car il y a sans doute dans la nature d’autres monades qui nous sont analogues. Par la loi de l’analogie (loi qui se formule « tout comme ceci »), nous concevons toute existence comme n’étant qu’une différence de degré relativement à nous. Ainsi, par exemple, il y a des degrés inférieurs de conscience, des formes obscures de la vie psychique : il y a des monades à tous les degrés de clarté et d’obscurité. Il y a une continuité de toutes les existences, continuité qui trouve son fondement dans le principe de raison.
Dès lors, puisqu’il n’existe que des êtres doués de représentations plus ou moins claires, dont l'essence est dans cette activité représentative, la matière se trouve réduite à l’état de phénomène. La naissance et la mort sont également des phénomènes dans lesquels les monades s’obscurcissent ou s’éclaircissent. Ces phénomènes ont de la réalité dans la mesure où ils sont reliés par des lois, mais le monde, d’une manière générale, n’existe qu’en tant que représentation.
Ces monades, en se développant selon une loi interne, ne reçoivent aucune influence de l’extérieur :

« 7. II n’y a pas moyen aussi d’expliquer comment une Monade puisse être altérée ou changée dans son intérieur par quelque autre créature, puisqu’on n’y saurait rien transposer, ni concevoir en elle aucun mouvement interne qui puisse être excité, dirigé, augmenté ou diminué là-dedans, comme cela se peut dans les composés ou il y a du changement entre les parties. Les Monades n’ont point de fenêtres par lesquelles quelque chose y puisse entrer ou sortir. »

— (Monadologie)
Ajoutons que le concept de monade a été influencé par la philosophie de Pierre Gassendi, lequel reprend la tradition atomiste incarnée par Démocrite, Épicure et Lucrèce. En effet l'atome, du grec « atomon » (indivisible) est l'élément simple dont tout est composé. La différence majeure avec la monade étant que celle-ci est d'essence spirituelle, alors que l'atome est d'essence matérielle ; et donc l'âme, qui est une monade chez Leibniz, est composée d'atomes chez Lucrèce.

#### L'harmonie préétablie
Dès lors, comment expliquer que tout se passe dans le monde comme si les monades s’influençaient réellement mutuellement ? Leibniz explique cette concordance par une harmonie préétablie universelle entre tous les êtres, et par un créateur commun de cette harmonie :

« Aussi Dieu seul fait la liaison et la communication des substances, et c’est par lui que les phénomènes des uns se rencontrent et s’accordent avec ceux des autres, et par conséquent qu’il y a de la réalité dans nos perceptions. »

— Discours de métaphysique
Si les monades semblent tenir compte les unes des autres, c’est parce que Dieu les a créées pour qu’il en soit ainsi. C’est par Dieu que les monades sont créées d’un coup par fulguration, à l’état d’individualité qui les fait être comme de petits dieux. Chacune possède un point de vue singulier sur le monde, une vue de l’univers en miniature, et toutes ses perspectives ont ensemble une cohérence interne, tandis que Dieu possède l’infinité des points de vue qu’il crée sous la forme de ces substances individuelles. La force et la pensée intimes des monades sont donc une force et une pensée divines. Et l’harmonie est dès l’origine dans l’esprit de Dieu : elle est préétablie.
Si certains commentateurs (par exemple Alain Renaut, 1989) ont voulu voir dans l'harmonie préétablie un schème abstrait qui rétablit, seulement après coup, la communication entre les monades, monades qui seraient alors les signes d'une fragmentation du réel en unités indépendantes, cette interprétation a été rejetée par l'un des commentaires les plus importants de l'œuvre de Leibniz, celui de Dietrich Mahnke, intitulé La synthèse de la Mathématique universelle et de la Métaphysique de l'individu (1925). Inspirant celui de Michel Fichant, Mahnke souligne que l'harmonie universelle précède la monade : le choix de chaque monade se fait non par des volontés particulières de Dieu, mais par une volonté primitive, qui choisit l'ensemble des monades : chaque notion complète d'une monade individuée est ainsi enveloppée dans le choix primitif du monde. Aussi, « l'universalité harmonique (…) est inscrite dans la constitution interne primitive de chaque individu. ».
Il ressort enfin de cette idée de la monade que l’univers n’existe pas en dehors de la monade, mais qu’il est l’ensemble de toutes les perspectives. Ces perspectives naissent de Dieu. Tous les problèmes de la philosophie sont ainsi déplacés dans la théologie.
Cette transposition pose des problèmes qui ne sont pas vraiment résolus par Leibniz :
- comment une substance absolue peut-elle naître ?
- comment Dieu peut-il avoir une infinité de perspectives et en faire des substances au sein d’une harmonie préétablie ?

Malebranche résumera tous ces problèmes en une formule : Dieu ne crée pas des dieux.

#### L'union de l'âme et du corps
Sa théorie de l’union de l’âme et du corps suit naturellement son idée de la monade. Le corps est un agrégat de monades, dont les rapports avec l’âme sont réglés dès le départ comme deux horloges que l’on aurait synchronisées. Leibniz décrit ainsi la représentation du corps (c’est-à-dire du multiple) par l’âme :

« Les âmes sont des unités et les corps sont des multitudes. Mais les unités, quoiqu’elles soient indivisibles, et sans partie, ne laissent de représenter des multitudes, à peu près comme toutes les lignes de la circonférence se réunissent dans le centre. »

### Épistémologie
Bien que n'étant pas aussi traitée en termes de quantité que la logique, la métaphysique, la théodicée et la philosophie naturelle, l'épistémologie (ici au sens anglo-saxon du terme : étude de la connaissance) reste un thème d'important travail de la part de Leibniz. Leibniz est innéiste, et assume pleinement s'inspirer de Platon, sur la question de l'origine des idées et de la connaissance.
Le principal ouvrage de Leibniz en la matière sont les Nouveaux Essais sur l'entendement humain, rédigés en français, commentaire de l'Essai sur l'entendement humain de John Locke,. Les Nouveaux essais sont achevés en 1704. Mais la mort de Locke convainc Leibniz de reporter leur publication, ce dernier trouvant malvenu de publier une réfutation d'un homme ne pouvant se défendre. Ils ne paraîtront finalement que de manière posthume, en 1765.
Le philosophe anglais défend une position empiriste, selon laquelle toutes nos idées nous viennent de l’expérience. Leibniz, sous la forme d’un dialogue imaginaire entre Philalèthe, qui cite les passages du livre de Locke, et Théophile, qui lui oppose les arguments leibniziens, défend une position innéiste : certaines idées sont en notre esprit dès la naissance. Ce sont des idées qui sont constitutives de notre entendement même, comme celle de causalité. Les idées innées peuvent être activées par l'expérience, mais il a fallu pour cela qu’elles existent d’abord potentiellement dans notre entendement.

### Théologie philosophique

#### Existence et transcendance de Dieu
Leibniz s'est beaucoup intéressé à l'argument ontologique de l'existence de Dieu à partir des années 1670, et a échangé à ce sujet avec Baruch Spinoza. Il réfute l'argumentation de René Descartes dans la cinquième méditation des Méditations métaphysiques : Dieu a toutes les perfections, or l'existence est une perfection, donc Dieu existe. Pour Leibniz, il s'agit surtout de montrer que toutes les perfections sont compossibles, et que l'existence est une perfection. Leibniz montre la première prémisse dans son essai Quod ens perfectissimum existit (1676), et la seconde dans un autre court écrit de la même période.
La démonstration de Leibniz, qui a des ressemblances avec la preuve ontologique de Gödel, établie par Kurt Gödel dans les années 1970 :
1. Dieu est un être ayant toutes les perfections (par définition) ;
2. une perfection est une propriété simple et absolue (par définition) ;
3. l'existence est une perfection ;
4. si l'existence fait partie de l'essence d'une chose, alors c'est un être nécessaire ;
5. s'il est possible pour un être nécessaire d'exister, alors il existe nécessairement ;
6. il est possible pour un être d'avoir toutes les perfections ;
7. donc, un être nécessaire (Dieu) existe.

Leibniz s'est également intéressé à l'argument cosmologique. L'argument cosmologique chez Leibniz découle de son principe de raison suffisante. Chaque vérité a une raison suffisante, et la raison suffisante de l'ensemble des séries de vérités est nécessairement située hors des séries, et c'est cette raison ultime que nous appelons Dieu.
Dans les Essais de Théodicée, Leibniz parvient à démontrer l'unicité de Dieu, son omniscience, son omnipotence et sa bienveillance.

#### Théodicée
Le terme de « théodicée » signifie étymologiquement « justice de Dieu » (du grec Θεὸς / théos (« Dieu ») et δίϰη / dikè (« justice »)). Il s'agit d'un néologisme inventé par Leibniz lui-même. S'il ne l'a jamais rigoureusement défini, le terme est généralement compris comme une « partie de la théologie naturelle qui traite de la justice de Dieu », un discours se proposant de « justifier la bonté de Dieu par la réfutation des arguments tirés de l’existence du mal dans ce monde, et par suite la réfutation des doctrines athées ou dualistes qui s'appuient sur ces arguments ». Il est essentiel de souligner le principal enjeu de la théodicée leibnizienne. La question est d’abord : comment accorder l’existence du mal avec l’idée de la perfection générale de l’univers ? Mais, par-delà les difficultés internes à la métaphysique leibnizienne, on trouve le problème suivant : comment accorder l’idée de la responsabilité ou de la culpabilité de l’homme dans le mal avec le sentiment que cet homme agit de la seule manière dont il était possible qu’il agît. La réponse de Leibniz au conflit entre nécessité et liberté est originale.
L’exemple de Judas le traître, tel qu’il est analysé dans la section 30 du Discours de Métaphysique, est éclairant : certes, il était prévisible de toute éternité que ce Judas-là dont Dieu a laissé l’essence venir à l’existence, pècherait comme il a péché, mais il n’empêche que c’est bien lui qui pèche. Le fait que cet être limité, imparfait (comme toute créature) entre dans le plan général de la création, et donc tire en un sens son existence de Dieu, ne le lave pas en lui-même de son imperfection. C’est bien lui qui est imparfait, de même que la roue dentée, dans une montre, n’est rien d’autre qu’une roue dentée : le fait que l’horloger l’utilise pour fabriquer une montre ne rend pas cet horloger responsable du fait que cette roue dentée n’est rien d’autre, rien de mieux qu’une roue dentée.
Le principe de raison suffisante, parfois nommé principe de « la raison déterminante » ou le « grand principe du pourquoi », est le principe fondamental qui a guidé Leibniz dans ses recherches : rien n’est sans une raison qui explique pourquoi il est, plutôt qu’il n’est pas, et pourquoi il est ainsi, plutôt qu’autrement. Leibniz ne nie pas que le mal existe. Il affirme toutefois que tous les maux ne peuvent pas être moindres : ces maux trouvent leur explication et leur justification dans l’ensemble, dans l’harmonie du tableau de l’univers. « Les défauts apparents du monde entier, ces taches d’un soleil dont le nôtre n’est qu’un rayon, relèvent sa beauté bien loin de la diminuer » (Théodicée, 1710 – parution en 1747).
Répondant à Pierre Bayle, il établit la démonstration suivante : si Dieu existe, il est parfait et unique. Or, si Dieu est parfait, il est « nécessairement » tout-puissant, toute bonté et toute justice, toute sagesse. Ainsi, si Dieu existe, il a, par nécessité, pu, voulu et su créer le moins imparfait de tous les mondes imparfaits ; le monde le mieux adapté aux fins suprêmes.
En 1759, dans le conte philosophique Candide, Voltaire fait de son personnage Pangloss le prétendu porte-parole de Leibniz. En vérité, il y déforme volontairement[réf. nécessaire] sa doctrine en la réduisant à la formule[réf. nécessaire] : « tout est au mieux dans le meilleur des mondes possibles ». Cette formule est une mauvaise interprétation : Leibniz n'affirme nullement que le monde est parfait mais que le mal est réduit à son minimum. Jean-Jacques Rousseau rappellera à Voltaire l’aspect contraignant de la démonstration de Leibniz : « Ces questions se rapportent toutes à l’existence de Dieu. (…) Si l’on m’accorde la première proposition, jamais on n’ébranlera les suivantes ; si on la nie, il ne faut pas discuter sur ses conséquences. » (Lettre du 18 août 1756).[réf. nécessaire] Toutefois, le texte de Voltaire ne s'oppose pas à Leibniz sur un plan théologique ni métaphysique : le conte de Candide trouve son origine dans l'opposition entre Voltaire et Rousseau, et son contenu cherche à montrer que « ce ne sont pas les raisonnements des métaphysiciens qui mettront fin à nos maux », faisant l'apologie d'une philosophie volontariste invitant les hommes à « organiser eux-mêmes la vie terrestre » et où le travail est présenté comme « source de progrès matériels et moraux qui rendront les hommes plus heureux ».

### Éthique
Si l'éthique constitue le seul champ traditionnel de la philosophie pour lequel Leibniz n'est généralement pas considéré comme un important contributeur, comme Spinoza, Hume ou Kant, Leibniz fut fort intéressé par ce domaine. Il est vrai qu'en comparaison avec sa métaphysique, la pensée éthique de Leibniz ne se distingue pas particulièrement par sa portée ou son originalité. Pour autant, il s'est engagé dans des débats centraux de l'éthique sur les fondements de la justice et la question de l'altruisme.
Pour Leibniz, la justice est la science a priori du bien, c'est-à-dire qu'il y a des bases rationnelles et objectives de la justice. Il rejette la position selon laquelle la justice est le décret du plus fort, position qu'il associe à Thrasymaque qui la défend face à Socrate dans la République de Platon, mais également à Samuel von Pufendorf et Thomas Hobbes. En effet, appliquant cette conception, on en arrive à la conclusion que les commandements divins sont justes uniquement parce que Dieu est le plus puissant de tous les législateurs. Pour Leibniz, cela revient à rejeter la perfection de Dieu ; pour lui, Dieu agit selon la meilleure manière, et pas seulement de façon arbitraire. Dieu n'est pas parfait seulement dans son pouvoir, mais également dans sa sagesse. Le standard de justice a priori et éternel auquel adhère Dieu doît être la base de la théorie du droit naturel.
Leibniz définit la justice comme la charité de la personne sage. Bien que cette définition puisse paraître étrange à ceux qui sont habitués à une distinction entre justice et charité, la véritable originalité de Leibniz est sa définition de la charité et de l'amour. En effet, au XVIIe siècle se pose la question de la possibilité d'un amour désintéressé. Il semble que chaque être agisse de manière à persévérer dans l'existence, ce que Hobbes et Spinoza désignent sous le terme de conatus à la base de leurs psychologies respectives. Selon ce point de vue, celui qui aime est celui qui voit dans cet amour un moyen d'améliorer son existence ; l'amour est alors réduit à une forme d'égoïsme, et quand bien même il serait bienveillant, il lui manquerait une composante altruiste. Pour résoudre cette incompatibilité entre l'égoïsme et l'altruisme, Leibniz définit l'amour comme le fait de prendre du plaisir au bonheur d'autrui. Ainsi, Leibniz ne nie pas le principe fondamental de la conduite de chaque individu, la recherche du plaisir et de l'intérêt personnel, mais parvient à le lier à la préoccupation, altruiste, du bien-être d'autrui. Ainsi, l'amour est défini comme la coïncidence entre l'altruisme et l'intérêt personnel ; la justice est la charité de la personne sage ; et la personne sage, dit Leibniz, est celle qui aime tout.

## Mathématiques
Les travaux mathématiques de Leibniz se trouvent dans le Journal des savants de Paris, les Acta Eruditorum de Leipzig (qu'il a contribué à fonder) ainsi que dans son abondante correspondance avec Christian Huygens, les frères Jean et Jacques Bernoulli, le marquis de L'Hôpital, Pierre Varignon, etc.

### Calcul infinitésimal
Si le XVIIe siècle a vu éclore de nombreuses approches infinitésimales (la méthode des indivisibles de Cavalieri et celle des quadratures de Fermat, notamment), ce sont les travaux séparés de Isaac Newton et de Leibniz qui ont posé le cadre d'une méthode générale de calcul et de résolution de ces problèmes, à ce titre, ils sont tous deux considérés comme les fondateurs du calcul infinitésimal.
Leibniz ne découvre véritablement les recherches mathématiques de son temps qu’en 1672, lorsqu’il rencontre Christian Huygens au cours d’un voyage à Paris. Il s’inspire alors des œuvres de Descartes, Pascal, Wallis et d’autres qui avaient rencontré des problèmes infinitésimaux. Très vite, en 1673, il fait le lien entre le problème des tangentes et celui de la quadrature en remarquant que le problème de la tangente dépend du rapport des « différences » des ordonnées et des abscisses et celui de la quadrature, de la « somme » des ordonnées.
Dès ses travaux pour le De arte combinatoria, Leibniz avait observé ceci :
1, 4, 9, 16 étant la suite des carrés
1, 3, 5, 7 la suite des différences des carrés :
1+3+5+7=16
La somme des différences entre les carrés est égale au dernier terme de cette suite (ici 16). En 1675, il transpose ce résultat à la suite des valeurs d'une fonction : il considère les variables x, y comme choisies parmi des suites de valeurs infiniment proches et introduit les infinitésimaux dx et dy comme différences des valeurs successives prises par x et y. Il parvient ainsi à la conclusion :
∫dy = y, ∫ étant une somme de valeurs infiniment petites.
En 1684, dans Nova Methodus pro Maximis et Minimis, il met en œuvre cette notation claire et pratique afin de formuler les règles pour {\displaystyle d(x+y)}, {\displaystyle d(x\cdot y)}, {\displaystyle d(x/y)} et {\displaystyle d(x^{n})} dans l’optique de créer une véritable algèbre des infiniment petits. L'efficacité des algorithmes proposés par Leibniz a été, par la suite, démontrée avec leur reprise dans les travaux des frères Bernoulli, du marquis de L'Hôpital, d'Euler et de Lagrange.

### Notations
Selon Leibniz, la symbolique mathématique n'est rien de plus qu'un échantillon concernant l'arithmétique et l'algèbre de son projet plus général de caractéristique universelle. Selon lui, le développement des mathématiques dépend avant tout de l'utilisation d'un symbolisme approprié ; ainsi considère-t-il que les progrès qu'il a fait faire aux mathématiques sont dus à ce qu'il a réussi à trouver des symboles adéquats à la représentation des quantités et de leurs relations. Le principal avantage de sa méthode de calcul infinitésimal sur celle de Newton (méthode des fluxions) est en effet son utilisation de signes plus judicieuse.
Il est à l’origine de plusieurs termes :
- « fonction » qu'il introduit en 1692[68] (en latin, functio signifie « accomplissement, exécution »[69]) ;
- « coordonnées » ;
- du terme de « différentielle » (que Newton appelle « fluxion »).

Il crée également plusieurs nouvelles notations :
- {\displaystyle y=f(x)} introduit en 1692 en même temps que le terme « fonction »[68] ;
- {\displaystyle \partial {x}\ } pour la différentielle ;
- {\displaystyle \int _{t=x_{0}}^{x}f(t).\partial {t}} pour l'intégrale.

On lui doit aussi une définition logique de l'égalité.
Il fait également évoluer la notation en arithmétique élémentaire :
- Pour éviter la confusion entre la croix de multiplication (a x b) et la lettre x, il utilise dès 1698 le point médian pour noter la multiplication (a · b), usage qui se généralise au XVIIIe siècle en Europe et est toujours en vigueur de nos jours[70] ;
- À partir de 1684, il utilise le deux-points (a : b) pour symboliser la division. Cet usage se généralise dans la majeure partie de l'Europe, à l'exception des pays anglophones qui utilisent l'obélus (a ÷ b). En 1923, la Mathematical Association of America recommande de remplacer ces deux notations par l'écriture fractionnaire, mais on les retrouve encore aujourd'hui[70].

### Système binaire

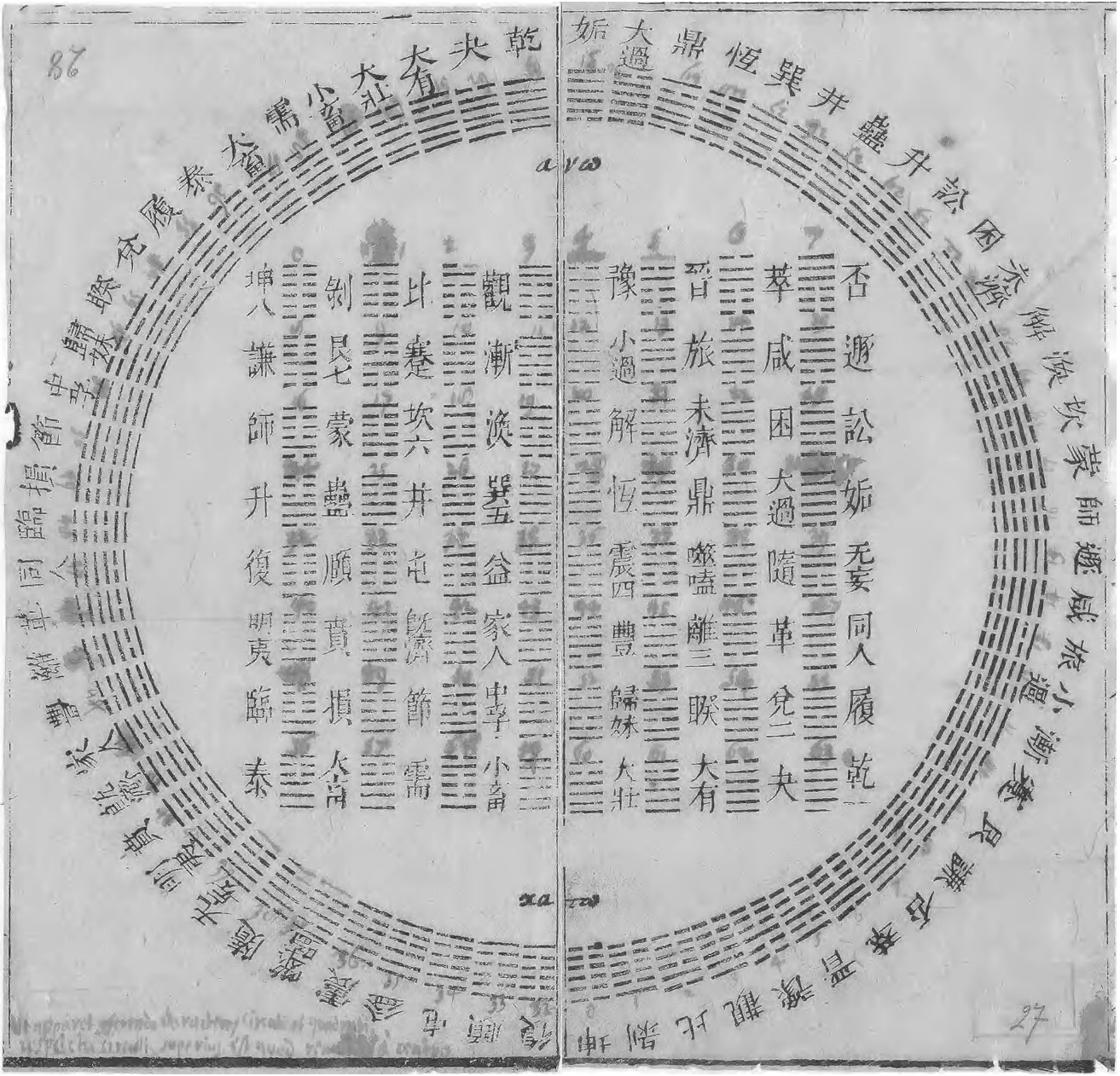
Joachim Bouvet envoya à Leibniz un diagramme représentant les 64 hexagrammes de Fuxi (1701).

Leibniz s'est intéressé de près au système binaire. Il est parfois vu comme en étant l'inventeur, bien que ce ne soit pas le cas. En effet, Thomas Harriot, mathématicien et scientifique anglais, avait déjà travaillé sur des systèmes non décimaux : binaire, ternaire, quaternaire et quinaire, mais également des systèmes de base plus élevée. Selon Robert Ineichen, de l'université de Fribourg, Harriot est « probablement le premier inventeur du système binaire ». Selon Ineichen, Mathesis biceps vetus et nova de l'homme d'Église espagnol Juan Caramuel y Lobkowitz est la première publication connue en Europe sur les systèmes non décimaux, dont le binaire. Enfin, John Napier traite de l'arithmétique binaire dans les Rabdologiæ (1617) et Blaise Pascal affirme dans le De numeris multiplicibus (1654/1665) que le système décimal n'est pas obligatoire.
Leibniz cherche un remplacement au système décimal à partir de la fin du XVIIe siècle. Il découvre l'arithmétique binaire dans un livre chinois vieux de 2 500 ans, le Yi Jing (« Classique des changements »). Il écrit un article qu'il nomme « Explication de l'arithmétique binaire, qui utilise seulement les caractères 1 et 0, avec quelques remarques sur son utilité, et sur la lumière qu'elle jette sur les anciennes figures chinoises de Fu Xi » — Fu Xi étant l'auteur légendaire du Yi Jing. Lors d'un séjour à Wolfenbüttel, il présente son système au duc Rodolphe-Auguste,qui est très impressionné. Il le met en relation avec la création du monde. Au commencement était le néant (le 0) ; au premier jour seul existait Dieu ; après 7 jours (en notation binaire, le 7 s'écrit 111), tout existait, puisqu'il n'y avait plus de 0. Leibniz crée aussi une monnaie avec, sur l'avers, une représentation du duc et, sur le revers, une allégorie de la création des nombres binaires.
Quand il est fait membre de l'Académie royale des sciences de Paris, en 1699, Leibniz envoie un écrit présentant le système binaire. Si les académiciens manifestèrent leur intérêt pour la découverte, ils jugèrent néanmoins qu'elle était fort difficile à manier et attendirent que Leibniz présente des exemples d'application. Plusieurs années plus tard, il expose à nouveau son étude, qui est mieux accueillie ; il la relie cette fois aux hexagrammes du Yi Jing. Son article est présent dans l'Histoire de l’Académie royale des sciences de 1703, ainsi qu'un compte-rendu rédigé par un contemporain, « Nouvelle Arithmétique binaire ». Reconnaissant cette manière de représenter les nombres comme un héritage très lointain du fondateur de l’Empire chinois « Fohy », Leibniz s’interroge longuement sur l’utilité des concepts qu’il vient de présenter, notamment en ce qui concerne les règles arithmétiques qu’il développe.
Finalement, il semble conclure que la seule utilité qu’il voit dans tout ceci est une sorte de beauté essentielle, qui révèle la nature intrinsèque des nombres et de leurs liens mutuels.

### Autres travaux
Leibniz s’intéresse aux systèmes d’équations et pressent l’usage des déterminants. Dans son traité sur l’art combinatoire, science générale de la forme et des formules, il développe des techniques de substitution pour la résolution d’équations. Il travaille sur la convergence des séries, le développement en série entière des fonctions comme l’exponentielle, le logarithme, les fonctions trigonométriques (1673). Il découvre la courbe brachistochrone et s’intéresse à la rectification des courbes (calcul de leur longueur). Il a étudié le traité des coniques de Pascal et écrit sur le sujet. Il est le premier à créer la fonction {\displaystyle x\mapsto a^{x}} (conspectus calculi). Il étudie les enveloppes de courbes et la recherche d’extremum pour une fonction (Nova methodus pro maximis et minimis, 1684).
Il tente aussi une incursion dans la théorie des graphes et la topologie (analysis situs).

## Autres travaux

### Physique
Leibniz, comme de nombreux mathématiciens de son temps, était aussi physicien. Bien qu'il soit aujourd'hui connu pour sa métaphysique et sa théorie de l'optimisme, Leibniz s'est imposé comme une des principales figures de la révolution scientifique au même titre que Galilée, Descartes, Huygens, Hooke et Newton. Leibniz est devenu très tôt mécaniste, vers 1661, alors qu'il étudiait à Leipzig, comme il le relate dans une lettre à Nicolas Rémond. Cependant, une différence profonde le sépare d'Isaac Newton : si Newton considère que « la physique se garde de la métaphysique »[réf. nécessaire] et cherche à prévoir les phénomènes par sa physique, Leibniz cherche à découvrir l'essence cachée des choses et du monde, sans chercher à obtenir des calculs précis à propos de phénomènes quelconques. Il en est venu ainsi à reprocher à René Descartes et à Newton de ne pas savoir se passer d'un Deus ex machina (une raison divine cachée) dans leurs physiques, car celles-ci n'expliquaient pas tout ce qui est, ce qui est possible et ce qui n'est pas.
Leibniz a inventé le concept d'énergie cinétique, sous le nom de « force vive ». Il s'oppose à l'idée de Descartes que la quantité mv (qu'on appelait à cette époque force motrice ou quantité de mouvement) se conservait dans les chocs, indépendamment des directions du mouvement.
« Il se trouve par la raison et par l’expérience que c’est la force vive absolue [mv2] qui se conserve et nullement la quantité de mouvement. »
— Gottfried Wilhelm Leibniz, Essai de dynamique (1691)
Le principe de moindre action a été découvert en 1740 par Maupertuis. En 1751, Samuel König affirma avoir une lettre de Leibniz, datée de 1707, dans laquelle il énonçait ce même principe, donc bien avant Maupertuis. L'Académie de Berlin chargea Leonhard Euler de se pencher sur le problème de l'authenticité de cette lettre. Euler fit un rapport, en 1752, où il conclut à un faux : König aurait inventé l'existence de cette lettre de Leibniz. Ce qui n'empêche pas Leibniz d'avoir, en optique, avancé un énoncé (sans formalisme mathématique) proche du principe de Fermat, vers 1682.
Dans ses Philosophiae naturalis principia mathematica, Isaac Newton conçoit l'espace et le temps comme des choses absolues. Dans sa correspondance avec Samuel Clarke, qui se fait l'avocat des idées de Newton, Leibniz réfute ces idées et propose un système alternatif. Selon lui, l'espace et le temps ne sont pas des choses dans lesquelles se situent les objets, mais un système de relations entre ces objets. L'espace et le temps sont des « êtres de raison », c'est-à-dire des abstractions à partir des relations entre objets.
« J'ai marqué plus d'une fois que je tenais l'espace pour quelque chose de purement relatif, comme le temps ; pour un ordre de coexistences comme le temps est un ordre de successions… Je ne crois pas qu’il y ait aucun espace sans matière. Les expériences qu’on appelle du vide, n'excluent qu'une matière grossière »
— Troisième écrit de M. Leibniz ou réponse à seconde réplique de M. Clarke, 27 février 1716, trad. L. Prenant.

### Biologie
Leibniz fut très intéressé par la biologie. Sa rencontre avec les microscopistes Jan Swammerdam et Antoni van Leeuwenhoek à La Haye en 1676 auront une grande influence sur ses conceptions du corps animal.
Dans les années 1670 et le début des années 1680, Leibniz se consacre à des vivisections à échelle macroscopique et étudie principalement les fonctions et les relations entre organes. À cette époque, il conçoit les animaux à la manière de René Descartes, c'est-à-dire tels des machines obéissant à des principes mécaniques, les parties étant structurées et ordonnées pour le bon fonctionnement du tout. Selon Leibniz, les caractéristiques déterminantes d'un animal sont la nutrition et la locomotion autonomes. Leibniz croit que ces deux facultés sont le résultat de processus thermodynamiques internes : les animaux sont donc des machines hydrauliques, pneumatiques et pyrotechniques.
La vision de Leibniz change radicalement dans les années 1690 quand il se consacre à l'étude microscopique des différentes parties d'un corps animal en tant que micro-organisme à part entière. Inspiré par les découvertes de Swammerdam et Leeuwenhoek, qui révèlent que le monde est peuplé d'organismes vivants invisibles à l'œil nu, et adoptant le point du vue commençant à se répandre à l'époque, selon lequel les organismes vivant à l'intérieur d'un plus grand ne sont pas seulement des « habitants », mais des parties constituantes de l'organisme hôte, Leibniz conçoit maintenant l'animal comme une machine constituée elle-même de machines, cette relation étant vraie à l'infini. À la différence des machines artificielles, les machines animales, que Leibniz appelle « machine divine », ne possèdent donc aucune partie individuelle. Pour répondre à la question de l'unité d'un tel imbriquement infini, Leibniz répond que les constituants de la machine divine sont dans une relation de dominant à dominé. Par exemple, le cœur est la partie du corps chargée de pomper le sang pour maintenir le corps en vie, et les parties du cœur sont chargées de maintenir le cœur en activité. Cette relation de domination assure l'unité de la machine animale. Il est à noter que ce sont les corps des animaux, et non les animaux eux-mêmes, qui comprend les autres animaux. En effet, dans le cas contraire, cela entrerait en contradiction avec la conception leibnizienne de la substance, puisque les animaux, constituées de parties autonomes, perdraient leur unité en tant que substances corporelles.

### Médecine
Leibniz tache d'être au fait des progrès médicaux et de suggérer des perfectionnements pour cette science qui en est encore à un stade très élémentaire. La circulation sanguine n'a été découverte qu'à peine cent ans plus tôt et il faudra encore attendre non loin de deux siècles avant que les médecins ne se lavent les mains systématiquement avant une opération. En 1691, lorsque Justel lui apprend l'existence d'un remède contre la dysenterie, il fait tout pour se procurer cette racine (ipécacuana) provenant d'Amérique du Sud et milite pour son utilisation en Allemagne. Quelques années plus tard, dans une lettre adressée à la princesse Sophie, il propose une série de recommandations en matière de médecine, qui nous semblent aujourd'hui aller de soi.
Pour faire progresser la médecine, il fallait favoriser les recherches médicales et la diffusion des résultats. Il était fondamental que le diagnostic précède le traitement. Il fallait par ailleurs observer les symptômes de la maladie et consigner une histoire écrite de son évolution et des réactions du patient au traitement. Il importait de surcroît de divulguer des rapports sur les cas les plus intéressants : en ce sens, il était essentiel que les hôpitaux disposent de fonds et de personnels adéquats. Il défend enfin la nécessité d'une médecine préventive et la création d'un Conseil de santé, composé d'hommes politiques et de médecins capables de proposer un certain nombre de mesures pour les maladies à grande propagation sociale, comme les épidémies périodiques. Le médecin et philosophe Ramazzini, qu'il rencontre à Modène, attire son attention sur l'importance des statistiques médicales. Leibniz est convaincu que la diffusion de telles statistiques entraînera une amélioration substantielle, en ceci que les médecins seront mieux équipés au moment de traiter les maladies les plus fréquentes. Il insiste sur ce thème dans différentes instances et propose même au Journal des savants de publier ces statistiques annuellement, selon le modèle établi par Ramazzini.

### Géologie
Leibniz manifesta constamment un vif intérêt pour l'étude de l'évolution de la Terre et des espèces. Lors de ses voyages, il s'intéressait toujours aux cabinets de curiosités, où il pouvait observer des fossiles et des résidus minéraux. Pendant son séjour dans le Harz et ses voyages en Allemagne et en Italie, il recueillit de nombreux échantillons de minéraux et fossiles. Il rencontra Niels Stensen à Hanovre et lut Kircher. Dans le cadre de son travail inachevé sur l'histoire de la maison de Brunswick, Leibniz rédigea une préface intitulée Protogaea traitant de l'histoire naturelle et de la géologie, écrite en 1691 mais publiée en 1749 seulement. Il inclut en outre un résumé de sa théorie de l'évolution de la Terre dans Théodicée.
Protogéa est le premier ouvrage englobant un large éventail des grandes questions géologiques : l'origine de la planète Terre, la formation du relief, les causes des marées, des strates et des minéraux, ou encore l'origine organique des fossiles. Leibniz reconnaissait l'origine ignée de la planète et l'existence d'un feu central. Cependant, contrairement à Descartes qui indiquait que le feu était la cause des transformations terrestres, il considérait également l'eau comme un agent géologique. Les montagnes provenaient selon lui d'éruptions antérieures au déluge, provoquées non seulement par les pluies, mais aussi par l'irruption d'eau du sous-sol. Il citait par ailleurs l'eau et le vent en tant que modeleurs du relief et distinguait deux types de roches : magmatiques et sédimentaires.
Il fut de surcroît l'un des pionniers de la théorie de l'évolution, émettant l'idée que les différences observées entre les animaux existants et les fossiles trouvés s'expliquaient par la transformation des espèces tout au long des révolutions géologiques,.

### Bibliothéconomie
Leibniz est reconnu comme l'un des pères du capitalisme naissant en démontrant que les inventions permettent plus de richesses et qu'il existe une harmonie préétablie, ceci avant Adam Smith.
Leibniz fut bibliothécaire à Hanovre à partir de 1676 et à Wolfenbüttel à partir de 1691. On lui proposa également ce poste au Vatican en 1686 et à Paris en 1698 (ainsi que peut-être à Vienne), mais il refusa par fidèlité au luthéranisme, ces postes nécessitant la conversion au catholicisme.
Dans sa Représentation à S.A.S. le duc de Wolfenbüttel pour l'encourager à l'entretien de sa Bibliothèque, Leibniz explique comment il entendait l'exercice ses fonctions. À son mémoire il joint deux plans de classification de bibliothèque fondée sur la classification des sciences, qui devait aussi servir de base à l'Encyclopédie — Leibniz dit à ce propos dans une lettre au duc Jean-Frédéric en 1679 : « Il faut qu'une Bibliothèque soit une Encyclopédie » :
- la première classification (« Idea Leibnitiana bibliothecæ publicæ secundum classes scientiarum ordinandæ »[t 13]), les sciences sont rangées dans l'ordre suivant qui rappelle celui des « quatre facultés » : théologie, droit, médecine, physique, philosophie, mathématiques pures et appliquées, philologie, éloquence et poésie, géographie, histoire
- la seconde classification (« Idea Leibnitiana Bibliothecæ ordinandæ contractior »[t 14]), les rubriques principales sont classés ainsi : théologie (theologia), jurisprudence (jurisprudentia), médecine (medicina), philosophie intellectuelle (philosophia intellectualis), philosophie des choses imaginables ou mathématiques (philosophia rerum imaginationis seu mathematica), philosophie des choses sensibles ou physique (philosophia rerum sensibilium seu physica), philologie (philologica), histoire civile (historia civilis), histoire littéraire (historia literaria) — on peut noter que la physique est déplacée après les mathématiques, dans un ordre plus naturel selon Louis Couturat.

Louis Couturat, dans La Logique de Leibniz, fait remarquer l'ordre et la distinction des trois parties de la philosophie (métaphysique, mathématique et physique), distinction fondée sur celle de leurs objets, c'est-à-dire de nos facultés de connaître : objets de l'entendement pur, de l'imagination, des sens.
Il a conçu le projet d’une encyclopédie ou « bibliothèque universelle » :
« Il importe à la félicité du genre humain que soit fondée une Encyclopédie, c’est-à-dire une collection ordonnée de vérités suffisant, autant que faire se peut, à la déduction de toutes choses utiles.  »
— Gottfried Wilhelm Leibniz, Initia et specimina scientiæ generalis, 1679-1680

### Histoire
Leibniz, dès les années 1670, a aussi une importante activité d'historien. Elle est au début liée à son intérêt pour le droit, qui le conduit à développer des travaux d'histoire du droit, et à publier, dans les années 1690, un important recueil de documents juridiques médiévaux. Elle est aussi liée à la commande que lui passe en 1685 l'électeur de Hanovre : une histoire de la maison de Brunswick. Convaincu que cette famille aristocratique a en partie des origines semblables à la maison italienne des Este, Leibniz entreprend d'importants travaux sur l'histoire de l'Europe du IXe au XIe siècle. Il se rend en Allemagne du sud et en Autriche, fin 1687, pour réunir la documentation nécessaire à son enquête. Une découverte faite à Augsbourg en avril 1688 élargit notablement ses perspectives ; il peut en effet consulter dans le monastère bénédictin de cette localité le codex Historia de guelfis principibus, dans lequel il trouve les preuves des liens entre les guelfes, fondateurs du duché de Brunswick-Lunebourg et la maison d'Este, nobles italiens du duché de Ferrare et de Modène. Cette découverte le contraint à prolonger son voyage vers Italie, en particulier à Modène, jusqu'en 1690. Le travail historique de Leibniz est bien plus complexe que prévu et, en 1691, il explique au duc que l'ouvrage pourrait être achevé en quelques années s'il bénéficiait d'une collaboration, ce qu'il obtient avec le recrutement d'un secrétaire. Il rédige tout de même la partie relative à ses découvertes ; si trois tomes voient effectivement le jour, l'ouvrage ne sera jamais achevé avant son décès en 1716. Leibniz participe ainsi aux travaux de l'époque, qui fondent, avec Jean Mabillon, Étienne Baluze ou Papebrocke, la critique historique ; il apporte des éléments importants aux questions de chronologie et de généalogie des familles souveraines d'Europe. Il engage au sujet de la maison des Este une polémique fameuse avec le grand savant italien Antonio Muratori.

### Politique et diplomatie
Leibniz était très intéressé par les questions politiques.
Peu après son arrivée à Mayence, il publie un court traité où il cherche à régler par déduction la question de la succession au trône de Pologne,.
En 1672, Boyneburg l'envoya en mission diplomatique à Paris pour convaincre Louis XIV de porter ses conquêtes vers l'Égypte plutôt que l'Allemagne, selon le plan conçu par Leibniz lui-même. Au-delà de l'objectif de négociations de paix en Europe, il se rendait à Paris avec d'autres desseins : rencontrer le bibliothécaire royal Pierre de Carcavi, lui faire part de la machine arithmétique sur laquelle il travaillait et entrer à l'Académie des sciences de Paris.
Iréniste, Leibniz chercha la réunification des Églises chrétiennes catholiques et protestantes, ainsi que l'unification des branches du protestantisme que constituent le luthéranisme et Églises réformées. Il chercha autant de soutien que possible, en particulier parmi les puissants, conscient que s'il ne parvenait pas à impliquer le pape, l'empereur ou un prince régnant, ses chances de réussite resteraient maigres. Au cours de sa vie, il rédigea divers écrits défendant cette idée, notamment Systema theologicum, un ouvrage qui proposait la réunification du point de vue d'un catholique, qui ne fut publié qu'en 1845. Avec son ami l'évêque Cristóbal de Rojas y Spínola qui militait comme lui pour la réunification des confessions protestantes ils envisagèrent de favoriser une coalition diplomatique entre les électeurs de Brunswick-Lunebourg et de Saxe, face à l'empereur qui avait manifesté son opposition au projet de réunification religieuse,.

### Technologie et ingénierie

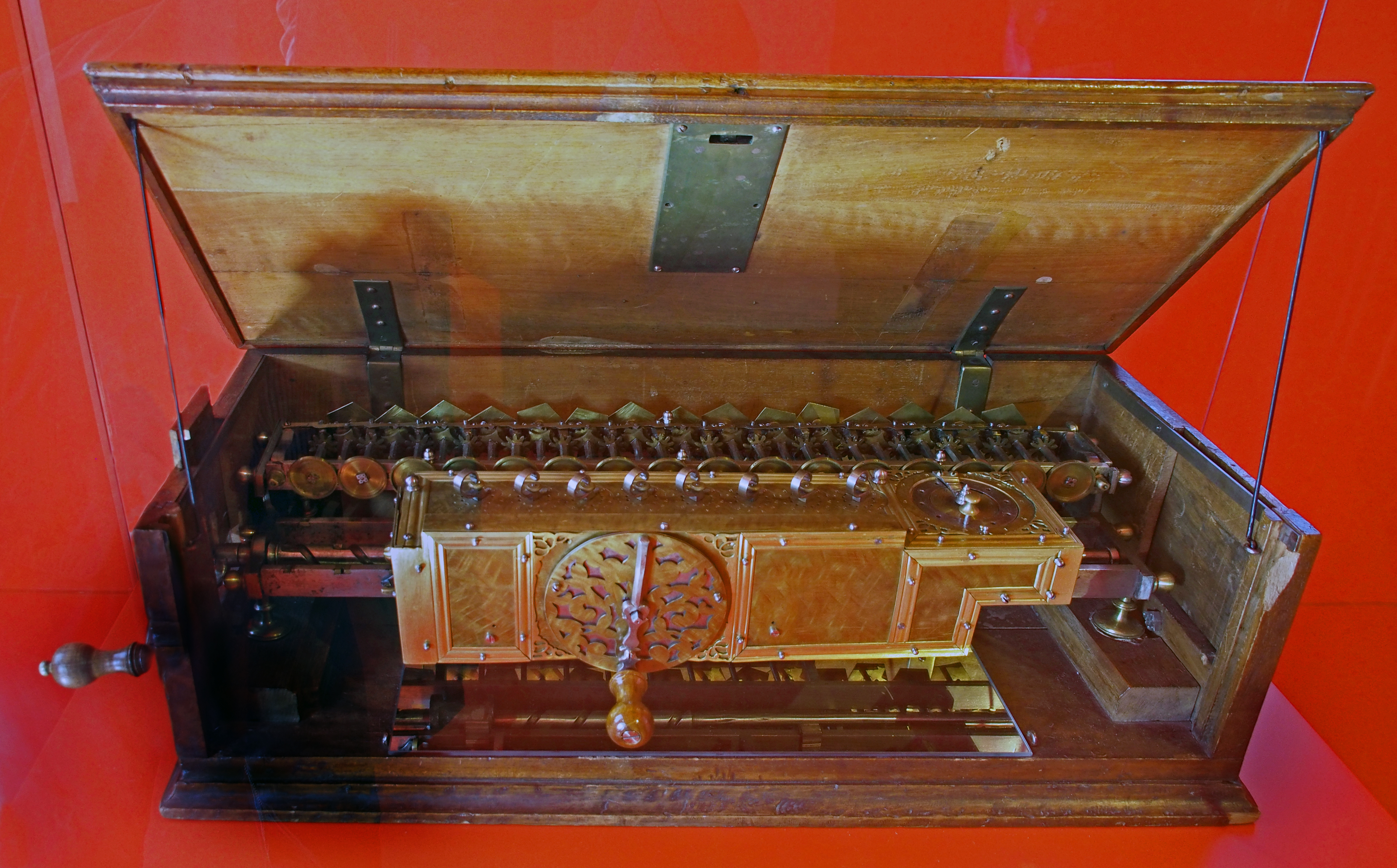
Calculatrice mécanique de Leibniz (original). Première machine de l'histoire à faire des multiplications (1690).

Leibniz, en tant qu'ingénieur, a conçu de nombreuses inventions.
Il conçoit une machine arithmétique capable de multiplier, et invente pour cela la mise en mémoire du multiplicande grâce à ses fameux cylindres cannelés, utilisés jusque dans les années 1960. Après avoir construit trois premiers modèles, il en construit un quatrième plus tard, en 1690, celui-ci ayant été retrouvé en 1894 à l'université de Göttingen et est maintenant conservé à la Bibliothèque Gottfried-Wilhelm-Leibniz à Hanovre.
Par ailleurs, il fut un pionnier dans l'utilisation de l'énergie éolienne, tentant, sans succès, de remplacer les roues hydrauliques actionnées par pompe utilisées depuis longtemps en Allemagne, par des moulins à vent pour drainer les mines du Harz. Dans le domaine de l'industrie minière, il est également l'inventeur de la technique de la chaîne sans fin.
Leibniz a également conçu la plus haute fontaine d'Europe dans les jardins royaux de Herrenhausen. Il a aussi amélioré le transport sur terrain accidenté grâce à des roues recouvertes de fer.
Leibniz a également dessiné les plans pour un sous-marin, pour une cotte de mailles, ou pour une sorte de cheville consistant en un clou aux bords tranchants.

### Linguistique et philologie
Au-delà de l'intérêt philosophique pour le langage idéal des savants du XVIIe siècle, Leibniz pratique la linguistique avant tout en tant que science auxiliaire de l'histoire. Son objectif est d'identifier les groupes ethniques et leurs migrations afin de reconstituer l'histoire avant la tradition écrite. Par ailleurs, Leibniz, dans le cadre de son histoire de la maison de Brunswick, prévoit d'écrire deux préfaces à celle-ci, la première, Protogæa, traitant de géologie, la seconde des migrations des tribus européennes, à partir de recherches linguistiques.
Son but est d'établir des parentés entre les langues, en se basant sur le postulat que la langue d'un peuple dépend de son origine. Son intérêt se porte donc surtout sur l'étymologie et la toponymie,.
Leibniz pratique la linguistique à une échelle bien plus large que ses contemporains. Son matériel lexical va des dialectes allemands à des langues lointaines comme le mandchou. Il se base pour réunir tout ce matériel sur la bibliographie préexistante, sur ses observations personnelles ou sur ses correspondants, notamment les missionnaires chrétiens en Chine ou les membres de la Compagnie néerlandaise des Indes orientales. Il réunit ce matériel lexical au sein de ses Collectanea etymologica.
Si cette volonté d'universalité est la force du projet leibnizien, elle en est aussi sa faiblesse, car l'étude d'une telle quantité de matériel dépasse les capacités d'un seul individu. Cependant, les collections lexicales qu'il a pu établir ont permis de sauvegarder des témoignages de langues qui se seraient perdues sans le travail de Leibniz.
En 1696, dans l'intention de promouvoir l'étude de l'allemand, il propose la création de la Société allemande à Wolfenbüttel, sous l'égide du duc Antoine-Ulrich qui gouvernait aux côtés de son frère Rodolphe-Auguste, tous deux amis de Leibniz. L'un de ses principaux ouvrages dans ce domaine fut Unvorgreissliche Gedanken, betreffend die Ausübung und Verbesserung der teutschen Sprache ("Considérations sur la culture et la perfection de la langue allemande"), écrit en 1697 et publié en 1717. Il souhaite que l'allemand devienne un vecteur d'expression culturelle et scientifique, indiquant que, depuis la guerre de Trente Ans, cette langue s'est détériorée et risque d'être altérée par le français.
L'état définitif de ses théories sur la filiation des langues nous est connu par un tableau de 1710 : à partir de la langue originelle (Ursprache), deux branches se détachent : la japhétique (couvrant le nord-ouest de l'Asie et l'Europe) et l'aramique (couvrant le sud-ouest de l'Asie et l'Afrique) ; le persan, l'araméen et le géorgien descendant des deux. La branche aramique se divise en arabe et en égyptien (se divisant eux-mêmes en d'autres groupes plus petits), tandis que la branche japhétique se sépare en scythe et celtique ; le scythe donne le turc, le slave, le finnois et le grec, et le celtique donne le celte et le germain ; quand les deux se mélangent, ils donnent les langues apennines, pyrénéennes, et les langues d'Europe de l'Ouest (dont le français et l'italien) qui ont repris des éléments du grec.
Leibniz pensait initialement que toutes les langues européennes provenaient d'une langue unique, peut-être l'hébreu. Finalement, ses recherches le conduiront à abandonner l'hypothèse d'un groupe linguistique européen unique. Par ailleurs, Leibniz a réfuté l'hypothèse des universitaires suédois selon laquelle le suédois était la plus ancienne (et donc la plus noble) des langues européennes.

### Sinologie
Les écrits et lettres de Leibniz durant un demi-siècle témoignent de son intérêt fort et durable pour la Chine.
Nicolas Malebranche, un des premiers Européens à s'intéresser à la sinologie vers la fin de sa carrière, jouera un rôle primordial dans l'intérêt que Leibniz portera envers la Chine.
Dès 1678, Leibniz connaît un peu la langue et considère qu'elle est la meilleure représentation de la langue idéale qu'il recherche. Selon lui, la civilisation européenne est la plus parfaite en ceci qu'elle repose sur la révélation chrétienne, et la civilisation chinoise représente le meilleur exemple de civilisation non chrétienne. En 1689, sa rencontre avec le jésuite Claudio Filippo Grimaldi, missionnaire chrétien à Pékin de passage à Rome, élargit et renforce l'intérêt de Leibniz pour la Chine,.
Initialement, il s'intéresse surtout sur la langue chinoise à l'utilisation de ce système par les sourds-muets, l'idée qu'il s'agissait peut-être du souvenir d'un calcul oublié depuis longtemps, et la question de savoir si sa construction suivait des lois logico-mathématiques similaires à celles du projet de Leibniz de caractéristique universelle. La rencontre avec Grimaldi permet à Leibniz de prendre conscience de l'importance de l'échange intellectuel qui peut avoir lieu entre l'Europe et la Chine grâce aux voyages des missionnaires.
En avril 1697, il publie les Novissima Sinica (« Dernières nouvelles de Chine »), un recueil de lettres et d'essais des missionnaires jésuites en Chine. Grâce au père Verjus, directeur de la mission jésuite en Chine, à qui il envoie un exemplaire, le livre atterrit entre les mains du père Joachim Bouvet, un missionnaire revenu de Chine et séjournant à Paris. La relation entre Leibniz et Bouvet est dès lors très spontanée et donne naissance au développement plus général du système binaire. Après s'être familiarisé avec la philosophie de Leibniz, Bouvet en vient à la comparer à la philosophie chinoise ancienne, puisque celle-ci avait établi les principes de la loi naturelle. C'est également Bouvet qui l'invite à se pencher sur les hexagrammes du Yi Jing, un système similaire au binaire créé par Fuxi, empereur légendaire de la Chine et considéré comme le fondateur de la culture chinoise.
Leibniz plaide auprès de diverses instances en faveur d'un rapprochement entre l'Europe et la Chine par l'intermédiaire de la Russie. Entretenant de bonnes relations avec Moscou, il espère pouvoir ainsi échanger découvertes et culture. Il insiste même auprès de l'Académie de Berlin pour que soit mise en place une mission protestante en Chine. Quelques mois avant de mourir, il publie son œuvre majeure sur la Chine, intitulée Discours sur la théologie naturelle des Chinois dont la dernière partie expose enfin son système binaire et ses liens avec le Yi Jing,.

### Psychologie
La psychologie a été un des principaux centres d'intérêt de Leibniz,. Il apparaît comme un « précurseur sous-estimé de la psychologie ». Il s'intéresse à plusieurs thèmes faisant maintenant partie de la psychologie : l'attention et la conscience, la mémoire, l'apprentissage, la motivation, l'individualité ou encore le rôle de l'évolution. Il a fortement influencé le fondateur de la psychologie en tant que discipline à part entière, Wilhelm Wundt, qui publiera une monographie sur Leibniz, et reprendra le terme d'aperception introduit par Leibniz.

### Jeux
Dès 1670, des textes montrent l'intérêt pour Leibniz envers les jeux, et à partir de 1676 et jusqu'à sa mort, il se livrera à une étude approfondie des jeux.
Leibniz était un excellent joueur d'échecs ; il s'est notamment intéressé à l'aspect scientifique et logique du jeu (par opposition aux jeux qui comportent une part de hasard), et fut le premier à considérer celui-ci comme une science.
Il a également inventé un jeu de solitaire à rebours.

### Littérature
Leibniz tenta de promouvoir l'usage de la langue allemande et proposa la création d'une Académie pour l'enrichissement et la promotion de l'allemand,. Malgré ces opinions, il n'écrivait que peu en allemand mais surtout en latin et en français, en raison du manque de termes techniques abstraits en allemand. Ainsi, quand il écrivait en allemand, il était souvent contraint d'utiliser des termes latins, bien qu'il ait occasionnellement tenté de s'en passer, dans l'esprit des mouvements pour la pureté linguistique du XVIIIe siècle.
Bien qu'ayant eu une carrière scientifique, Leibniz continuait de rêver d'une carrière littéraire. Il écrivit de la poésie (surtout en latin) dont il tirait une grande fierté, et se vantait de pouvoir réciter la majeure partie de l'Énéide de Virgile. Il avait un style d'écriture du latin très élaboré, typique des humanistes de la Renaissance tardive.
Il est l'auteur d'une édition de l'Antibarbarus de l'humaniste italien du XVIe siècle Mario Nizzoli. En 1673, il s'engagea à la réalisation de l'édition ad usum Delphini des œuvres de Martianus Capella, auteur du XVe siècle. En 1676, il traduit vers le latin deux dialogues de Platon, le Phédon et le Théétète.
Il est le premier moderne à constater les profondes différences entre la philosophie de Platon et les questions mystiques et superstitieuses du néoplatonisme — qu'il appelle « pseudo-platonisme ».

### Musique
Patrice Bailhache s'est intéressé au rapport particulier de Leibniz à la musique. Il considérait celle-ci comme « une pratique cachée de l'arithmétique, l'esprit n'ayant pas conscience qu'il compte » (« musica est exercitium arithmeticae occultum nescientis se numerare animi »).
Sans y consacrer des développements exhaustifs, sa correspondance avec le fonctionnaire Conrad Henfling témoigne d'un vif intérêt pour celle-ci. Il y discute notamment de la notion de consonance ainsi que du classement des intervalles et des accords consonants, et du concept de tempérament.
Or, Leibniz met cependant en garde contre elle, car en tant que plaisir de l'esprit, on peut y perdre trop de temps. Il l'explicite notamment comme suit : « les plaisirs des sens qui approchent le plus des plaisirs de l'esprit <, et qui sont les plus purs et les plus seurs>, sont ceux de la musique […] » et « la seule chose qu'on y peut craindre, c'est d'y employer trop de temps ».
Aussi, Leibniz lui accorde un rôle subalterne, comparé aux autres disciplines. Ce qui explique probablement le fait qu'il n'ait pas produit d'études musicologiques approfondies. Patriche Bailhache argumente en ce sens, en citant Leibniz : « les plaisirs des sens se réduisent à des plaisirs intellectuels confusément connus. La Musique nous charme […] » (GP, VI, p. 605).
Dans ces conditions, selon Patriche Bailhache "les mathématiques, la philosophie, la religion sont des disciplines bien plus élevées en dignité que la musique, et même que la théorie de la musique (car cette théorie regarde un objet de valeur inférieure)".

## Postérité

### Héritage, critiques et controverses
À sa mort, Leibniz ne jouit pas d'une bonne image. Il est en effet mêlé à une querelle de paternité concernant le calcul infinitésimal avec Isaac Newton : Newton et Leibniz avaient tous deux trouvé les techniques de calculs de dérivation et d'intégration. Leibniz publie le premier en 1684 alors que Newton ne publie qu'en 1711 des travaux qu'il aurait effectués près de 40 ans plus tôt, dans les années 1660-1670.
Leibniz et son disciple Christian Wolff influenceront fortement Emmanuel Kant,. Il n'est cependant pas clairement établi de quelle manière les idées leibniziennes influenceront les thèses kantiennes. Notamment, on ne sait pas vraiment si Kant, dans le commentaire qu'il fait des thèmes leibniziens, commente directement Leibniz ou ses héritiers.
En 1765, la parution des Nouveaux Essais sur l'entendement humain offre pour la première fois un accès direct à la pensée leibnizienne, indépendamment de l'image transmise par Wolff. Cet événement a un effet décisif sur la philosophie de Kant et sur les Lumières allemandes (Aufklärung).
Chez les Lumières, les points de vue sur Leibniz sont partagés. D'un côté, Jean-Jacques Rousseau puise une partie de son apprentissage chez Leibniz, ; Denis Diderot en fait l'éloge dans l'Encyclopédie, et malgré de nombreuses oppositions entre les deux philosophes, on retrouve des similarités notables entre les Nouveaux Essais sur l'entendement humain de Leibniz et les Pensées sur l'interprétation de la nature de Diderot. Cependant, à la même époque, la théodicée de Leibniz, et son idée de meilleur des mondes possibles, seront fortement critiquées de manière satirique par Voltaire dans son conte philosophique Candide à travers le personnage de Pangloss.
Leibniz a également fortement influencé le neurophysiologiste, psychologue et philosophe Wilhelm Wundt, connu comme le fondateur de la psychologie en tant que discipline expérimentale. Ce dernier lui consacrera une monographie en 1917.
Au XXe siècle, le logicien Kurt Gödel a été fortement influencé par Leibniz (ainsi que par Kant et Husserl) et a étudié de manière intensive les travaux de ce dernier entre 1943 et 1946. Il était par ailleurs persuadé qu'une conspiration était à l'origine de la suppression de certains travaux de Leibniz. Gödel considérait que la caractéristique universelle était réalisable.
En 1968, Michel Serres sort son premier livre, Le Système de Leibniz et ses modèles mathématiques. La lecture de Leibniz l'accompagnera toute sa vie, déclarant par exemple « Internet c'est Leibniz sans Dieu ».

### Distinctions et hommages
Plusieurs institutions ont été nommées en son hommage :
- l'université Gottfried Wilhelm Leibniz de Hanovre, qui a pris ce nom en 2006, à l'occasion du 360e anniversaire du savant[105] ;
- le réseau d'instituts de recherche Leibniz-Gemeinschaft (« communauté Leibniz »), dont le choix du nom fait référence à l'universalité du savoir de Leibniz[4] ;
- la Gottfried-Wilhelm-Leibniz-Gesellschaft (« société Gottfried Wilhelm Leibniz »), fondée en 1966 à Hanovre pour approfondir la connaissance des travaux de Leibniz[106] ;
- la Bibliothèque Gottfried-Wilhelm-Leibniz, nom qu'elle prit en 2005 en l'honneur du philosophe qui en fut le directeur de 1676 à 1716[C 2].

Par ailleurs, un prix nommé en son honneur, le prix Gottfried-Wilhelm-Leibniz, décerné chaque année depuis 1986 par la Fondation allemande pour la recherche, est l'une des plus prestigieuses récompenses en Allemagne dans le domaine de la recherche scientifique.
En mathématiques, il a donné son nom :
- à l'algèbre de Leibniz ;
- aux différentes formules de Leibniz ;
- à la notation de Leibniz ;
- aux différentes règles de Leibniz ;
- aux fonctions de Leibniz.

En astronomie, il a donné son nom :
- au cratère lunaire Leibnitz[7] ;
- à l'astéroïde (5149) Leibniz[108],[109].

À Paris, il a donné son nom à la rue Leibniz et au square Leibniz dans le 18e arrondissement.
La biscuiterie Bahlsen vend depuis 1891 des biscuits appelés « Leibniz-Keks », la biscuiterie étant basée à Hanovre où le philosophe a vécu pendant 40 ans.
La maison dans laquelle il vécut du 29 septembre 1698 à sa mort en 1716, datant de 1499, fut détruite par des bombardements aériens dans la nuit du 8 au 9 octobre 1943. Une reproduction fidèle (Leibnizhaus, « maison de Leibniz ») — non située à l'emplacement original qui n'était pas disponible, mais quand même à proximité dans la vieille ville — fut édifiée entre 1981 et 1983.
À l'occasion des 370 ans de sa naissance et du 300e anniversaire de sa mort, année qui correspond aussi aux 10 ans du renommage de l'université de Hanovre et aux 50 ans de la société Gottfried Wilhelm Leibniz, la ville de Hanovre déclare l'année 2016 « Année de Leibniz ».
Deux monuments sont dédiés à sa mémoire à Hanovre : le mémorial Leibniz, une plaque de bronze taillée pour représenter son visage, et le temple Leibniz, situé dans le parc Georgengarten (en). Par ailleurs, des mentions du philosophe peuvent être rencontrées en différents endroits de la ville.
Ernst Hähnel a réalisé une statue de Leibniz à Leipzig (ville natale du philosophe), le Leibniz Forum, en 1883. D'abord exposée à l'église Saint-Thomas, elle est déplacée dans la cour de l'université de la ville en 1896-1897, et survit miraculeusement aux bombardements de décembre 1943. En 1968, lors de la construction du nouveau bâtiment de l'université, la statue est de nouveau déplacée.

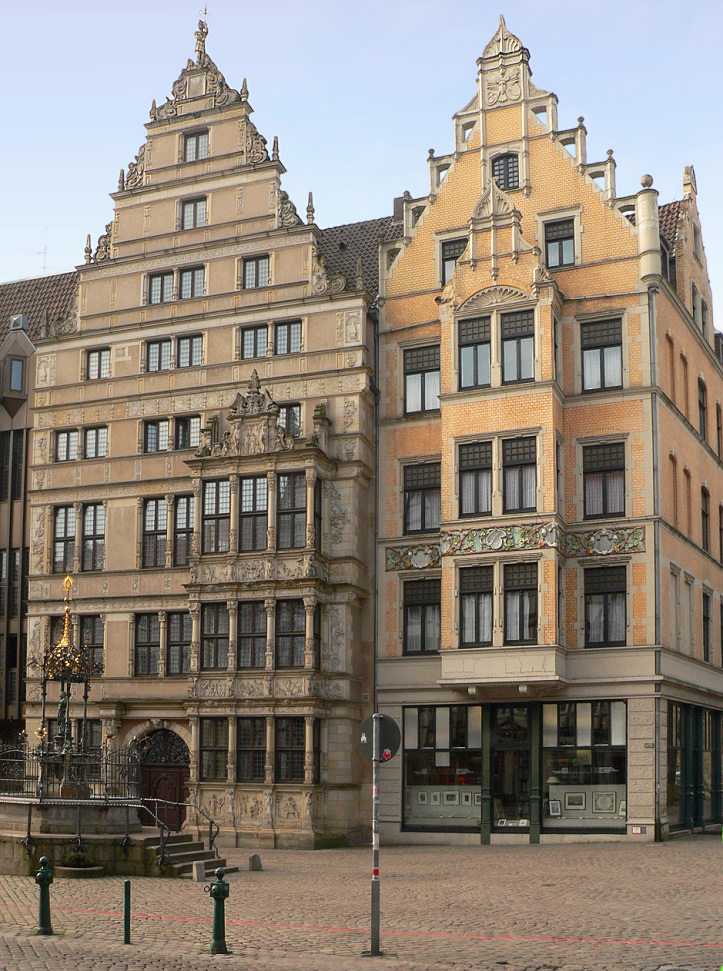
Maison de Leibniz à Hanovre (reconstruite).
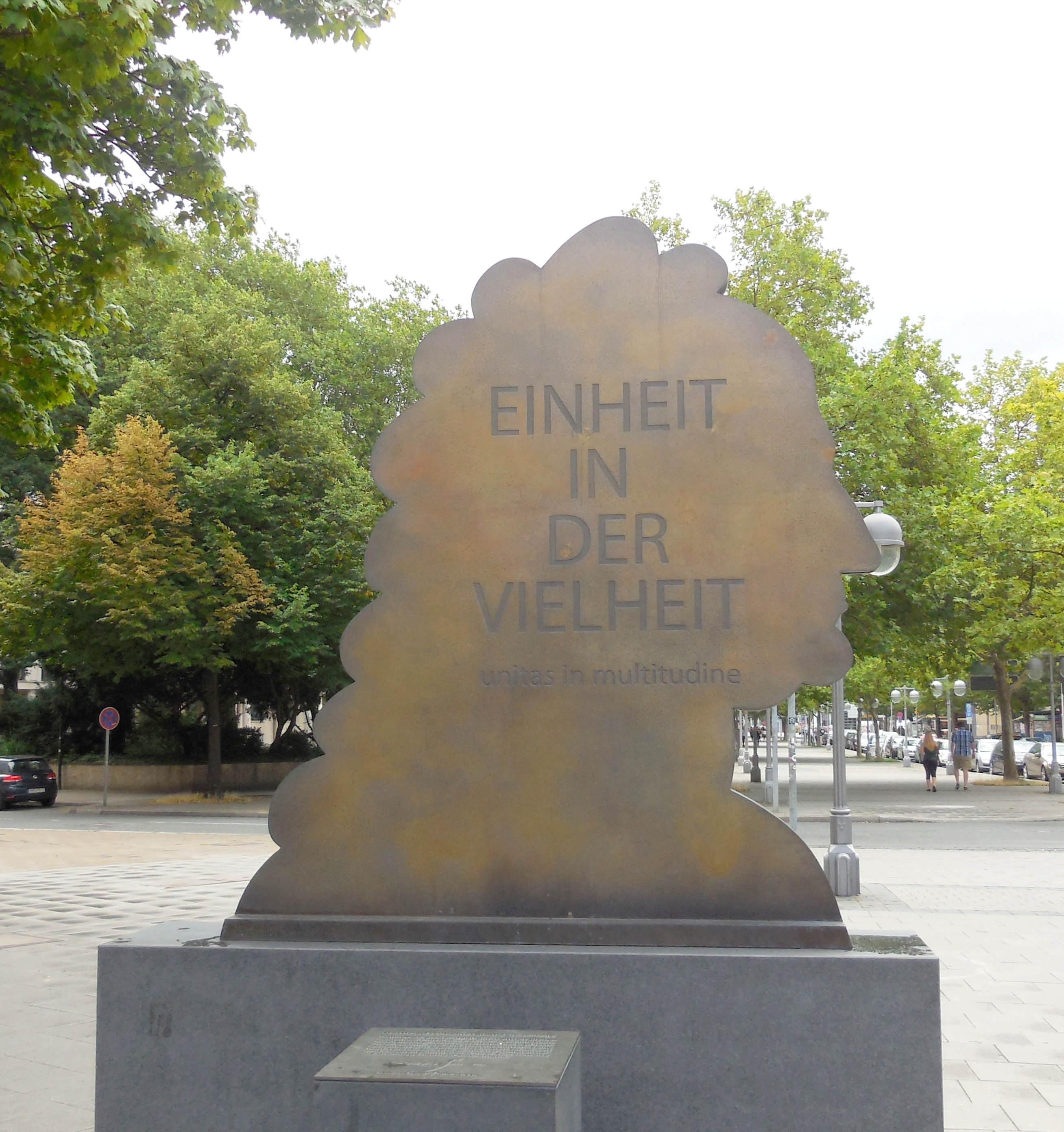
Le mémorial Leibniz à Hanovre.
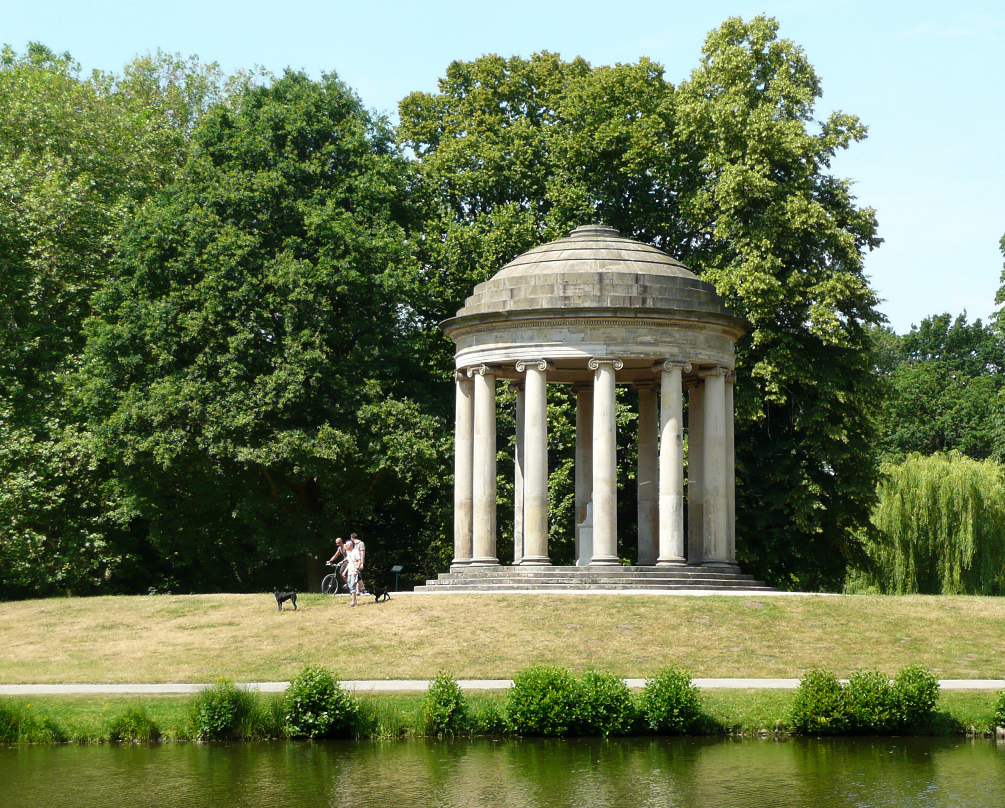
Le temple Leibniz (Leibniztempel) à Hanovre.
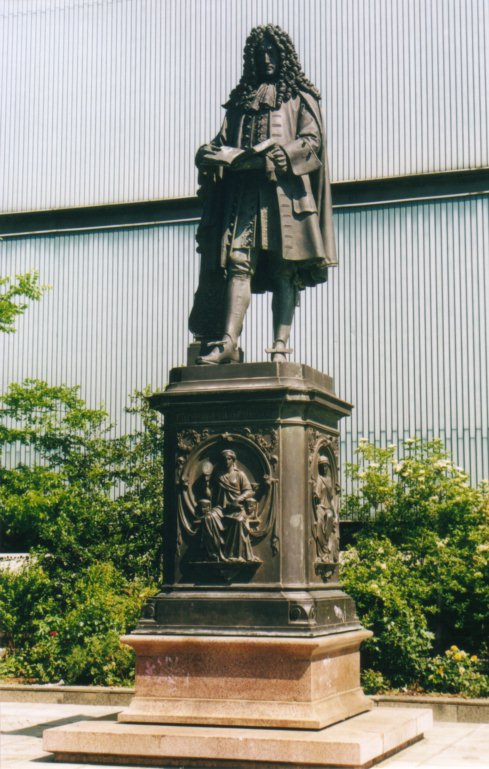
Statue de Leibniz à Leipzig par Ernst Hähnel.